# Martiri della Foce
I Martiri della Foce sono 59 persone, civili e partigiani, uccisi da parte del comando della Wehrmacht tedesca tra il dicembre 1944 e il marzo 1945. Vennero uccisi alla foce del fiume Centa nella città di Albenga. Tra gli artefici di tali crimini furono riconosciuti Luciano Luberti, il capitano Gerhard Dosse e il maresciallo Friedrich Strupp.

## La Feldgendarmerie

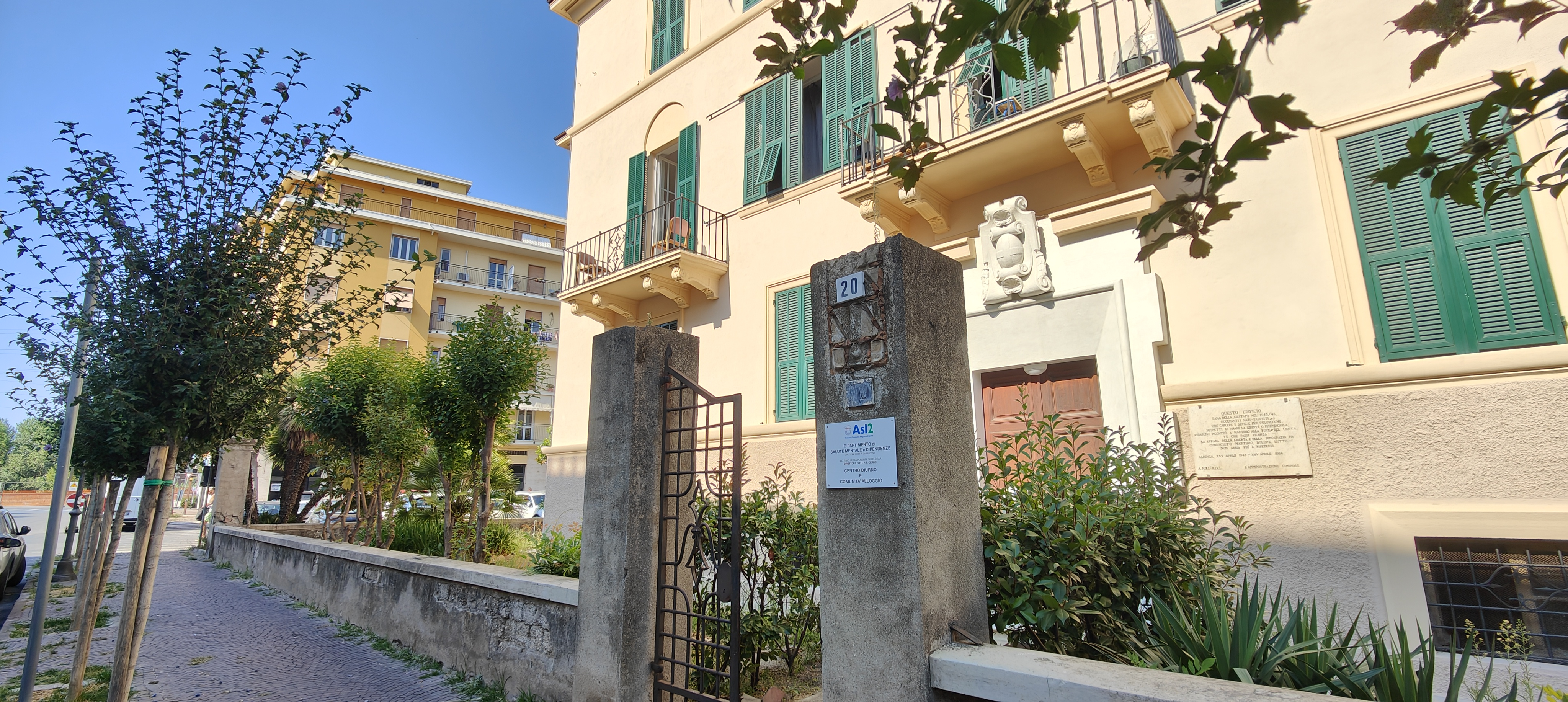
La famigerata sede in via Fiume della Gestapo. Dista soltanto 215 m (152 in linea d'aria) dalla sede delle Brigate Nere

Gli uffici si trovavano nelle palazzine Incis di via Trieste ad Albenga, costruite alla fine degli anni venti. La gendarmeria era comandata dal maresciallo capo Friedrich Strupp, qua era di stanza l'ottantesimo Reggimento Granatieri della Wehrmacht, comandato dal capitano Gerhard Dosse, che era presidente anche del tribunale militare. Ne faceva parte Luciano Luberti in qualità di ufficiale e interprete, assieme a Romeo Zambianchi, brigatista nero soprannominato il vice-boia. Del nucleo della gendarmeria facevano parte anche il sergente maggiore Alfred Fuchss (nato a Mammingem il 16 dicembre 1922), il caporale Hans Nusslein (nato a Norimberga il 25 ottobre 1911) e un'altra decina di graduati di truppa, tra cui il caporale Hugo Viel. Nella palazzina Incis di via Trieste il primo piano era per gli uffici mentre nel seminterrato vi erano le celle dei prigionieri.
Il campo di aviazione di Villanova d'Albenga venne convertito in un centro di resistenza di secondo livello e non più utilizzabile per gli aerei. Albenga era considerata un possibile punto per lo sbarco alleato, tanto che vennero installati due gruppi antiaerei a Villanova e due batterie contraeree a Bastia, presidiate da circa 100 soldati tedeschi.
Furono realizzati inoltre diversi bunker: una casamatta contenente un cannone antisbarco a San Martino, due lungo la ferrovia Albenga-Ceriale e una alla foce del fiume Centa; una per cannoni antisbarco con ricovero in galleria a Vadino nei pressi dell'Aurelia;

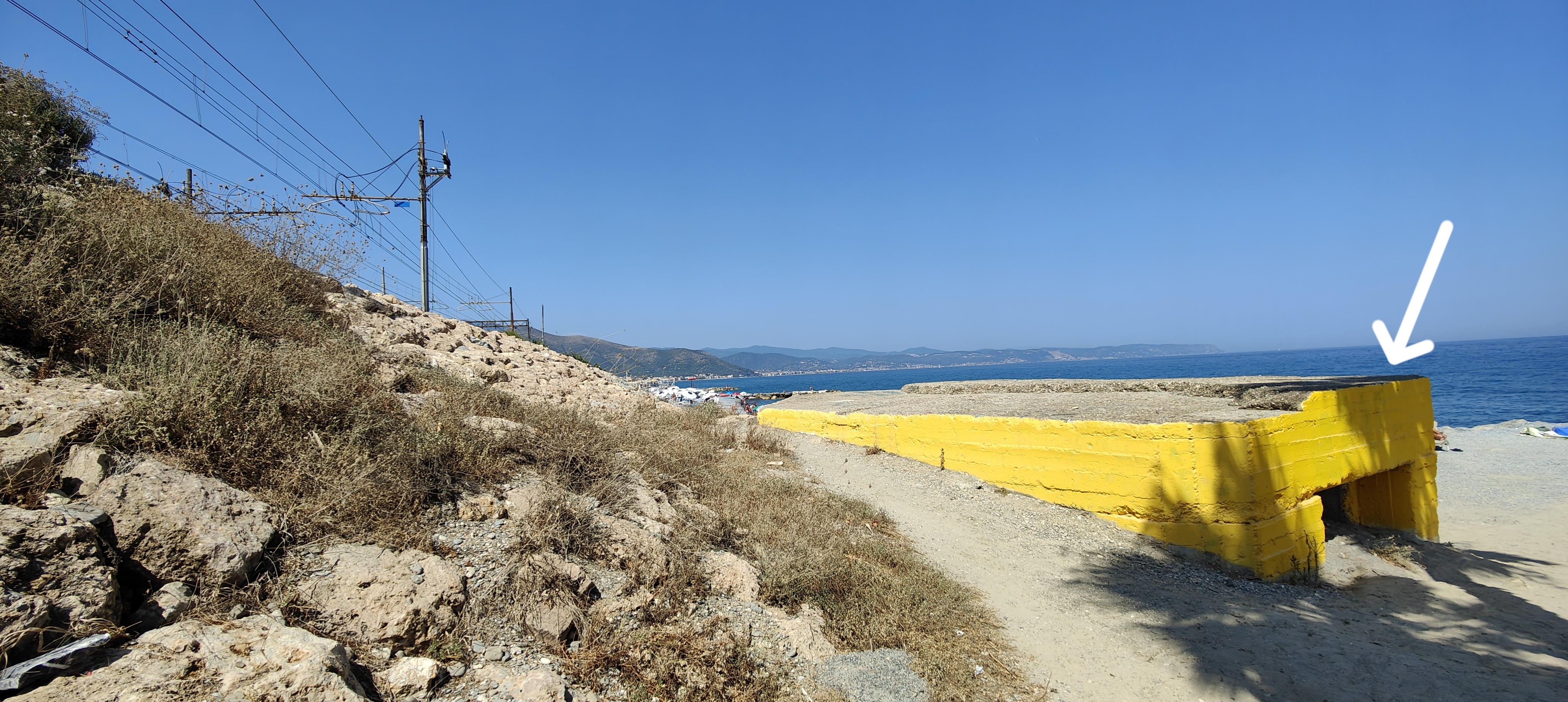
Sotto la linea ferroviaria conducente alla stazione: spiaggia Piccolo Paradiso verso regione Burrone: i resti di un bunker verniciato convivono con il turismo

altre tre casematte con cannoni antisbarco e ricovero per quattro uomini a Vadino, dentro Villa Colombera, e l'ultima in via R. Sanzio; una mascherata da villino lungo la via Aurelia con quattro cannoni anticarro e una con quattro cannoni antisbarco a ovest della foce del Centa. 

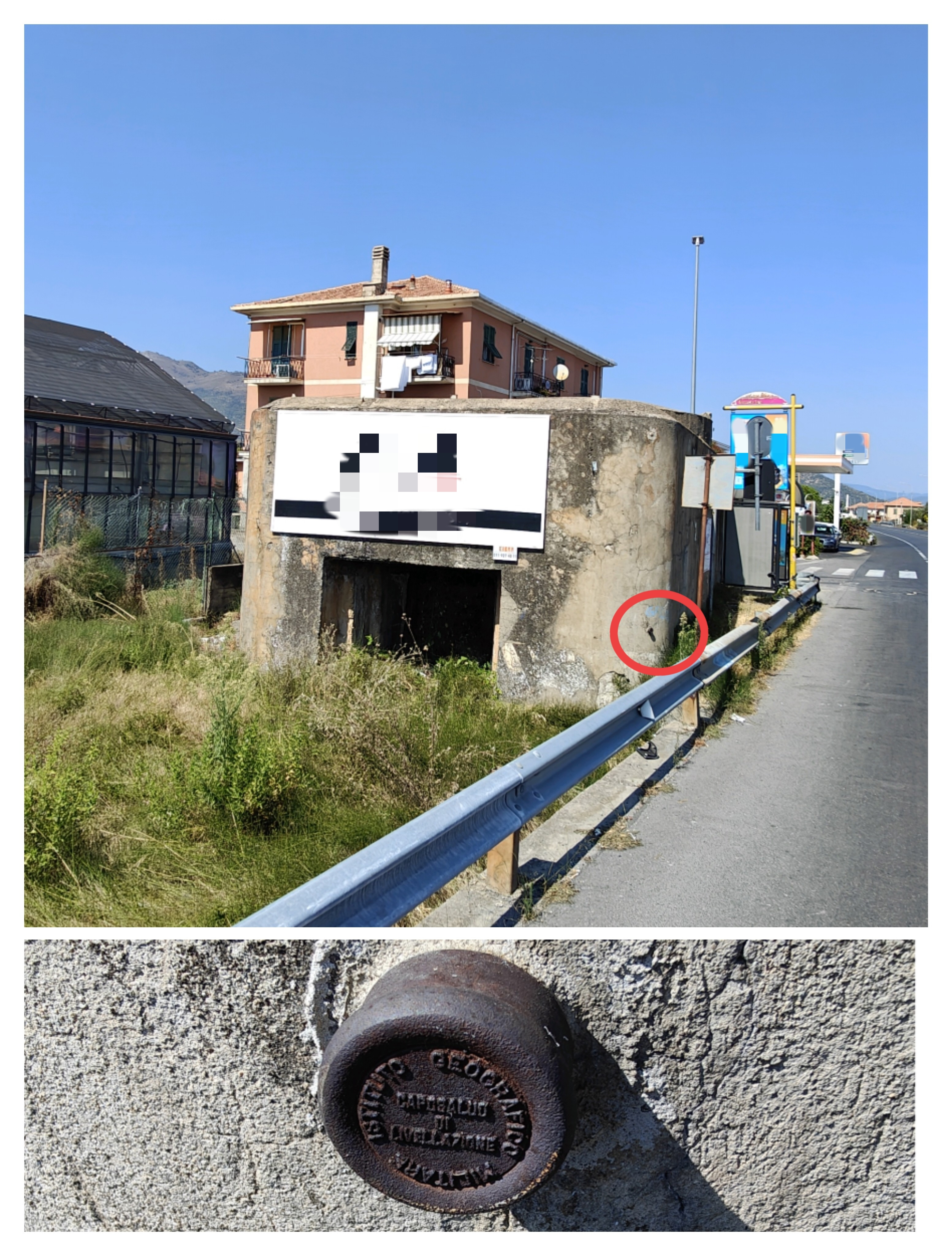
Bunker-casamatta sulla strada statale in regione Carenda (direzione verso Ceriale) con tappo-punto dell'IGM

Vennero realizzati anche diversi modelli di nidi di mitragliatrici: una in calcestruzzo vicino al Centa, lungo la ferrovia Albenga-Ceriale, alla foce dell'Antognano, in località Carenda, l'altra a San Martino, poi due in pietrame alla foce del Rio Antognano e del Centa. 

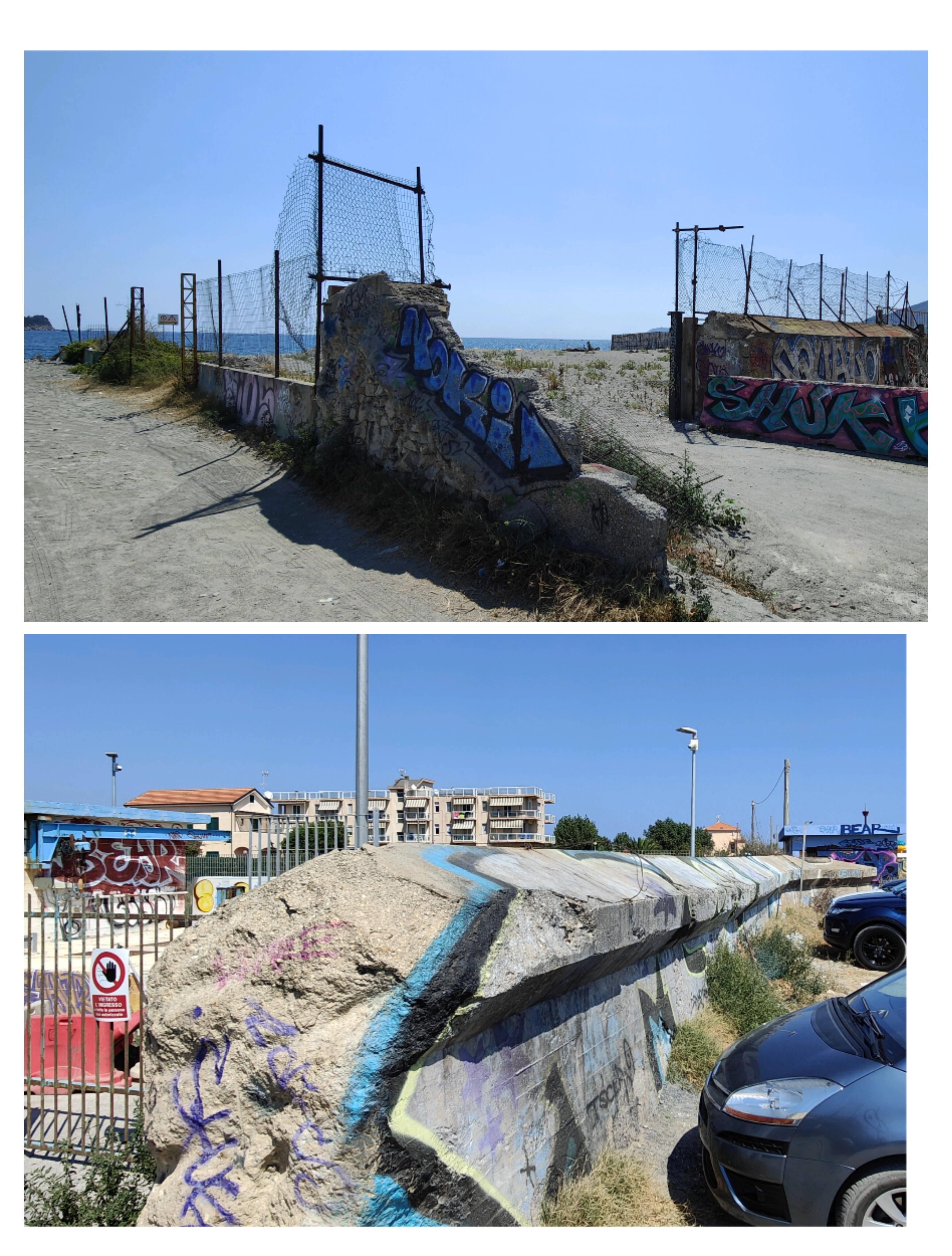
Testimoni di un'epoca tragica: resti fortificazione con mura anti sbarco a Vadino, davanti l'Isola Gallinara

Venne poi realizzato un muro di cemento armato dallo spessore di 2 metri con funzione di antisbarco sulla spiaggia di Vadino.

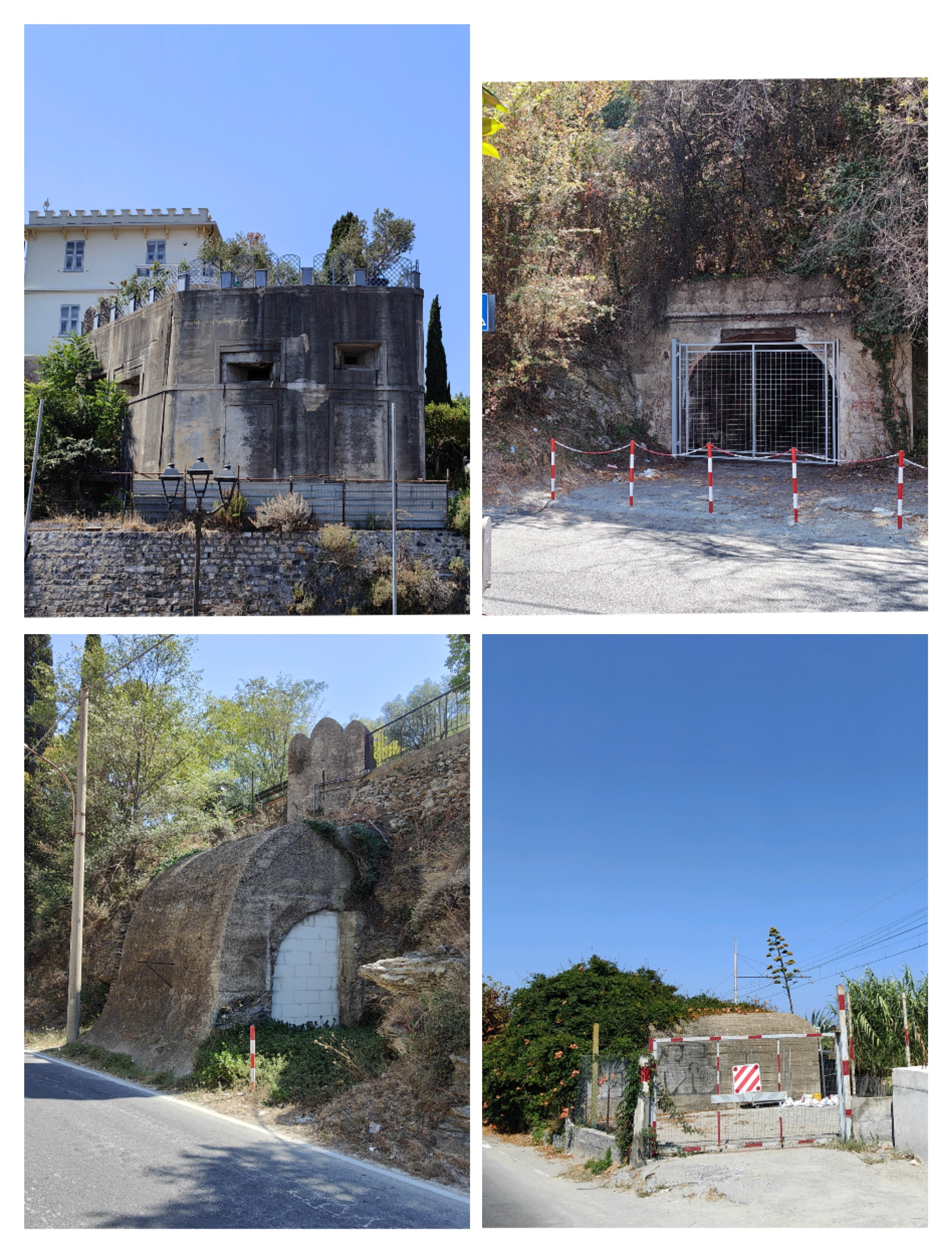
Dall'alto da Dx verso Sx: bunker a Vadino in via Piave usato come parcheggio, rifugio antiaereo-magazzino e vicino una casamatta in via San Calocero e ultima verso Dx: lungomare Che Guevara verso Ceriale con i resti di bunker accanto la linea ferroviaria dentro una proprietà agricola (foto Ago. 2023)

### Le sevizie
Durante gli arresti, i prigionieri venivano spesso maltrattati e torturati da parte del comando tedesco agli ordini di Dosse. Le sevizie comprendevano calci, pugni, percosse con armi, minacce di morte, bruciature con fiammiferi inseriti accesi anche nel naso e nelle orecchie, sigarette spente sul corpo, frustate a sangue con nerbo di bue, frattura di braccia e gambe, strangolamenti ripetuti, bruciamento di baffi, percosse alle testa con un bastone; ma si andava anche oltre in alcuni casi, come estirpare denti e unghie, fino ad arrivare a cavare gli occhi, oppure amputare il seno o violenza sessuale sulle donne anche con delle bottiglie; l'inserimento di una baionetta tra cranio e cuoio capelluto; l'inserimento di legnetti attraverso il naso fino al cervello; l'amputazione di pezzi di naso e orecchie anche a morsi. Una diciassettenne imprigionata a Bastia, Lina Marco, si salvò da una parte delle torture accettando di sposarsi con Luciano Luberti: venne condotto un sacerdote che ufficiò il rito, peraltro velocemente annullato dopo la guerra. Ernesta Stalla, moglie del partigiano Libero Viveri, a cui vennero strappate le unghie durante le torture, provò il suicido per sfuggire alle torture, ma presa per tempo la salvarono. Un'altra tortura era quella di far sedere il prigioniero su una sedia attaccata al muro, mettere su questo un chiodo rivolto verso la nuca del prigioniero e accendere sotto di esso una candela, in maniera che quando il calore era troppo per fuggire si alzava il capo ferendosi la nuca. Oltre a queste sevizie carnali si esercitavano torture psicologiche, con i prigionieri portati ai piani superiori in piena notte e dicendo che da lì a poco sarebbero passati per le armi, o altro ancora.
Una testimonianza tra molte fu quella dell'ingegnere capo della Provincia di Savona, Panfilo D'Ascenzo, che restò nelle carceri della Feldgendarmerie per due mesi: "La sera del 23 febbraio 1945 fui fermato nell'abitato di Albenga dal tenente della locale Brigata Nera, fui accompagnato prima presso il comando della Brigata Nera e poi successivamente alla sede della Feldgendarmerie. Fui ricevuto da Luciano Luberti il quale mi rinchiuse in una camera, successivamente venni sottoposto ad un sommario interrogatorio da parte del Luberti, fin da quella prima occasione mi furono rivolte minacce, il mattino successivo fui rilevato dalla camera ove stavo rinchiuso dal Luciano Luberti il quale, di corsa mi accompagnò nella camera adibita ad ufficio del comandante della gendarmeria il Maresciallo Strupp. Nel corso dell'interrogatorio che verteva sul fatto della mia appartenenza o meno al Comitato Clandestino di Liberazione e della mia conoscenza di elementi che lo costituivano, siccome logicamente le mie risposte erano negative o quanto meno molto evasive per stornare da me ogni sospetto, ad un certo punto il Luciano Luberti iniziò a colpirmi ripetutamente con pugni al petto, ai fianchi ed al viso, non senza prima detto: “vi strapperei gli occhi e il naso”. Il pugno che mi colpì al viso provocò una abrasione allo zigomo destro che mi fece sanguinare per molto tempo. Il Luciano Luberti si era trasfigurato, tanto da sembrare una vera e propria belva umana. Nella violenza della mia persona prese parte attiva il sergente Fuchs. Il medesimo, ad un certo punto, mi afferrò alla gola, trascinandomi attraverso il corridoio in una camera attigua, mentre il Luciano Luberti continuava a colpirmi con pugni in diversi parte del mio torace. Ad un certo punto, sentendomi venir meno, diedi un urlo ed uno strattone per liberarmi dalla presa del tedesco, quest'ultimo, allora, chiuse le imposte della finestra, mi venne incontro con la pistola in pugno, seguito nello stesso gesto dal Luciano Luberti, ed entrambi, minacciandomi di morte, mi ingiunsero di dire la verità. Al che io continuavo a mantenermi sulla negativa generica. Poco dopo fui riaccompagnato nella prima camera che mi aveva servito da prigione, là mi fu ordinato di spogliarmi, ciò che dovetti fare, così completamente nudo, mi furono legate le mani al dorso e le stremità inferiori e così lasciato rinchiuso. In tali condizioni rimasi fino verso le ore 17 dello stesso giorno. Nel corso della mia detenzione di ben 62 giorni, fu un continuo martirio morale e fisico da parte dei miei carcerieri, e più specialmente ad opera di Luciano Luberti."
Anche grazie a tali testimonianze si aggravò la situazione degli imputati durante i processi, visto che la Convenzione di Ginevra non ammette le torture per nessuna ragione nei territori occupati.

## Forze armate fasciste

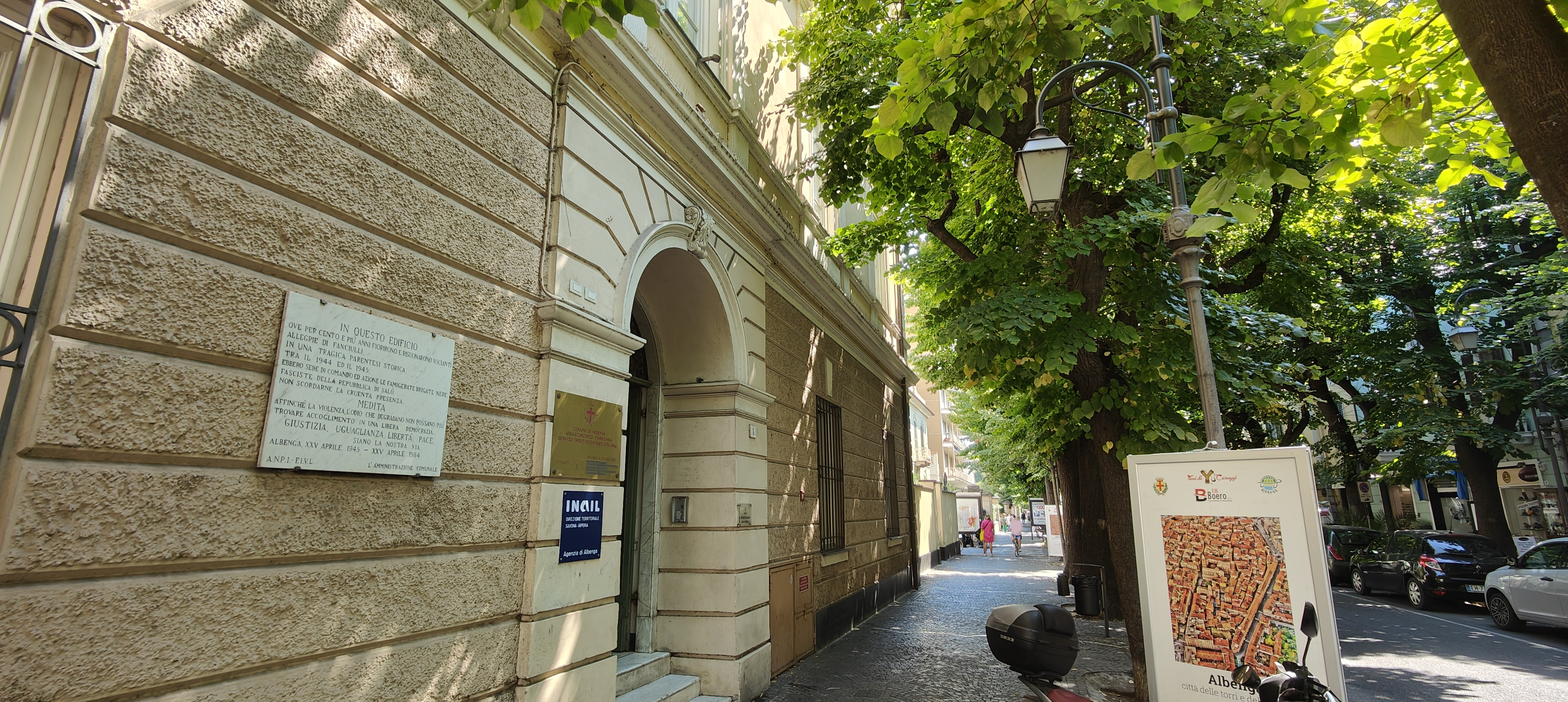
La sede delle Brigate Nere in viale Martiri della Libertà, oggi sede dell'ufficio comunale tributi

Quando venne fondata la Repubblica Sociale Italiana il 20 novembre 1943 si formò anche la Guardia Nazionale Repubblicana (GNR) con lo scopo di tutela dell'ordine pubblico e controllo del territorio. Assieme a questa operava la compagnia della XXXIV Brigata Nera "Francesco Briatore" dagli inizi di luglio del 1944 fino al termine del conflitto.
La compagnia della XXXIV brigata nera savonese "Francesco Briatore" si era formata l'11 luglio 1944 con lo scopo di controllare l'ordine pubblico; era intitolata a Francesco Briatore, un ispettore della federazione fascista ucciso a Erli il 24 giugno 1944 dai partigiani che circondarono la sua abitazione e lo assassinarono; questa fu una rappresaglia a seguito all'eccidio di Barchi, dove una spia fascista, Salvatore Abate, procurò la morte di Giuseppe Maccanò, Gelato, e Angelo Viani, Sardena, assieme a dei giovani che volevano disertare dalla GNR nella polveriera di Cisano sul Neva, Luigi Austoni, Lazzaro Boldrini e Antonio Vicini. Briatore era stimato come fascista poiché aveva imbastito delle reti di informatori e sezioni del Fascio in tutti i paesi vicini, conosciuto a livello provinciale come esperto in propaganda e grazie a lui il fascismo ricevette molte adesioni. I partigiani lo minacciarono più volte, ma lui volle restare a Erli dove militi fascisti e tedeschi tenevano sotto scacco il paese. Ma quella sera i ribelli erano troppi e i nazifascisti preferirono darsela a gambe lasciando solo il Briatore che fronteggiò i partigiani fino alla di lui morte. Vennero scelti i colori giallo e lilla per la brigata che piacevano al Briatore. Ne facevano parte Zambianchi e una trentina di uomini, dapprima comandati da Felice Uboldi, quindi da Pierluigi Russo; questi, già colpevole di rapine e omicidi, ritenuto troppo fanatico dalla direzione federale fascista fu sostituito con Ennio Contini. A quest'ultimo venne posta la scelta tra i campi di lavoro in Germania o la direzione del presidio ingauno; il 17 marzo 1945 il sottotenente Ennio Contini giunse ad Albenga, dove restò per un mese, poi si ritirò con i repubblichini per continuare a combattere oltre il Po, senza mai arrivarci; la Corte di Assise Straordinaria di Savona l’11 luglio 1945 lo condannò a morte per diversi capi d’imputazione, tra cui l’omicidio di don Nicolò Peluffo e di Mario Rossello oltre che altri due omicidi e una rapina in meno di venti giorni; fu compagno di cella di Romeo Zambianchi nel carcere di Sant’Agostino a Savona in attesa della fucilazione. Tuttavia non venne fucilato: la condanna a morte venne commutata nel 1947 in ergastolo e nel dicembre del 1953 riguadagnò la libertà.
Al termine del conflitto molti di questi vennero processati: il 28 aprile 1945 il Tribunale di Guerra di Alassio della Divisione Garibaldi condannò ed eseguì la fucilazione di 11 brigatisti neri, un'ausiliaria e due casalinghe; il 30 aprile al Cimitero di Leca vennero ammazzati altri 21 tra militi della "Briatore" e appartenenti alla GNR. Alcuni di coloro che ne fecero parte collaborarono con i tedeschi attivamente, per questo al termine della guerra subirono processi militari e talvolta anche vendette. Come il caso di Ernesto Lorenza, 43 anni, che aveva comandato il 9º battaglione giovanile della GNR di Alassio; era stato da poco prosciolto dall'accusa di collaborazionismo, il 24 luglio 1946, mentre si trovava ricoverato all'Ospedale San Paolo di Savona per un intervento agli occhi, quando un uomo si avvicinò al suo letto e gli sparò un colpo di pistola assassinandolo.

## La lotta partigiana
Dopo la caduta del governo fascista nel 1943, ad Albenga nacque spontaneo un comitato antifascista clandestino, che prese ufficialmente il nome di CLN comunale e venne messo in contatto con il CLN di Imperia, sebbene Albenga si trovasse sotto la provincia di Savona; i fondatori erano di diversi schieramenti politici Enrico Guido, Libero Emidio Viveri, Simoncini Giuseppe, Melani Piero, Rovelli Giovanni, appartenenti alle cellule clandestine del P.C.I. - il P.S.U.P. Il P.d'A. - il P.L.I. - la D.C. Viveri, Amari e Guazzini si adoperarono nei mesi successivi, con passione alla costituzione di 32 C.L.N. tra i Comuni e paesi che facevano centro sul capoluogo albenganese. Alla caduta del regime e i giorni dopo l'8 settembre fino all'occupazione tedesca, ci fu un vuoto di potere nelle stesse caserme militari, dove alcuni andarono a prendere merce militare, come biancheria, cibo, indumenti ma anche alcune armi lasciate abbandonate nei depositi, tra questi vanno ricordati i partigiani Walter Chiesa (Mazurka), Bruno Schivo (Cimitero), Augusto Massabò e Domenico Terrera (Zio o Sebastiano). Venne riconosciuta l'autonomia del CLN di Albenga per meriti il 20 settembre 1944, al tempo il CLN ingauno era diretto da Emidio Libero Viveri. La brigata SAP "G. Mazzini", grazie a questo riconoscimento, ottenne l'autonomia operativa che durò sino alla fine della guerra. Pur non essendo ufficialmente in rapporto di sottomissione, rimase continua la collaborazione con la divisione imperiese, la "G.M. Serrati". 
Le squadre dei partigiani della "G. Mazzini" furono dislocate per tutto il territorio del circondario di Albenga, di ogni cittadina vicina e di ogni paese dell'entroterra. Le squadre furono considerate molto attive, con molti colpi contro i presidi nazifascisti, avvicinarono i militari della Repubblica Sociale Italiana per convincerli a unirsi a loro, svolsero attività informativa, organizzarono collegamenti e si procurarono fondi, viveri, medicinali, armi e munizioni, eludendo i posti di blocco.
Il 12 agosto del 1944 si svolse un importante bombardamento del ponente savonese da parte dell'aviazione anglo-americana, che colpirono Albenga, Toirano, Tosse, Vado, Celle e Varazze causando 150 vittime.
Verso la fine di novembre 1944 partigiani e gappisti della I Zona Liguria eseguirono una serie di colpi di mano che costarono la vita a una ventina di militari nazifascisti e a un paio di spie. Le azioni più efficaci furono compiute tra Ortovero e Ranzo, sulla Albenga – Garlenda, nell'aeroporto di Villanova e sull'Aurelia, a capo Rollo, dal distaccamento "Airaldi", dal guastatore Carlo Mosca (Muschin) e dal “Garbagnati”, guidato da Franco Bianchi (Stalin).
Fu proprio per combattere il lavoro fatto dalla Mazzini che nel 1944 venne aperta la Feldgendarmerie nella quale trovò posto Luciano Luberti, che venne chiamato per le sue atrocità il boia di Albenga. Nella relazione fatta alla fine del conflitto, quel che succedeva veniva descritto:
Il 28 novembre in un'imboscata venne ucciso un soldato tedesco, in Regione Cavallo. La Ortskommandantur anticipò il coprifuoco alle 17:30 annullando tutti i permessi di circolazione notturni, annunciando la fucilazione di sei ostaggi in piazza San Michele, davanti al Municipio cittadino. Il giorno dopo un altro manifesto rinviò l'esecuzione al 30; il Vescovo Cambiaso di Albenga, assieme al sottocommissario prefettizio, massima autorità cittadina, il marchese Andrea Rolandi Ricci di Teniago, firmarono una supplica al comando tedesco che fece un passo indietro rinunciando all'esecuzione.
Il 29 novembre 1944 l'esercito tedesco arrestò quattro persone, denunciate dalla spia locale Giovanni Navone, conosciuto come Pippetta: Giovanna Casanova e Ottonello Adelfio, rispettivamente sorella e cognato del partigiano Angelo Casanova, nome di battaglia Falco. Nelle carceri li aspettavano Giovanni Schivo, padre del partigiano Cimitero a cui i tedeschi avevano già cavato denti e occhi, e Antonio Bertoglio, un antifascista di Genova. Due giorni dopo, il primo dicembre, Falco e la sua squadra organizzarono un agguato a Leca ai danni dei tedeschi, uccidendone otto e ferendone quattro. Il 2 dicembre vennero uccisi due squadristi della brigata nera di Casanova Lerrone, Carmine Consalvo (Nocera Superiore (SA) 08/01/1922) e Bruno Antonio Salvatore Muscari (Ciminà (RC) 12/06/1925). Partirono le indagini verso i due borghi di Lusignano e San Fedele considerati i punti di contatto tra la città e i partigiani sui monti. La Feldgendarmerie arrestò Bruno Schivo (Cimitero), Angelo Casanova (Falco), Domenico Trincheri (Domatore) e Raimod Rossi (Ramon), lo svizzero. 
Il 6 e il 13 dicembre i tedeschi fecero un rastrellamento a Lusignano, uccidendo in totale quattro persone. Il 23 dicembre si unì ai fascisti Luciano Ghio, detto “il Pisa”, che denunciò diversi collaborazionisti o meno, tra i quali il sacerdote di Villanova d'Albenga don Giacomo Bonavia, con l'accusa di collaborazione coi partigiani. Il sacerdote venne portato nelle palazzine dell'Incis e condannato a morte; solo grazie all'intercessione del vescovo di Albenga, monsignor Angelo Cambiaso, e del cardinale di Genova, si riuscì a ottenere la grazia da parte del superiore di Dosse, il generale Theo-Helmut Lieb: fu l'unico tra i condannati che venne graziato. Si racconta che il sacerdote nascondesse armi nel campanile della chiesa. Nel dopoguerra fu uno dei testimoni vivi a raccontare le torture, tra le quali quelle psicologiche, dove il Boia andava nelle prigioni dicendo che a breve sarebbero stati rilasciati, oppure trasferiti in Germania; durante la sua prigionia avvennero delle fucilazioni alla foce del Centa, disse che il Boia annunciò ai prigionieri che sarebbero stati condotti a Savona, invece trovarono la morte. Il 30 dicembre a Lusignano i tedeschi arrestarono Andreino Bruno, che viene ucciso il giorno successivo nella vicina San Fedele.
L'8 marzo 1945 il CLN Ligure decise di invitare i due gruppi di Albenga e Savona ad allacciare più stretti rapporti, questo per un dopo liberazione, perché territorialmente la piana ingauna è sotto il territorio della provincia di Savona. Per ordini arrivati dall'alto i nazifascisti terminarono le uccisioni alla foce del Centa per spostarsi al Cimitero di Leca, dove il 17 marzo 1945 Antonio Ciocca, Francesco Ciocca, Francesco Ghiglierie Domenico Siffredi e Giuseppe Priolo vennero fucilati. Antonio Ciocca era il commissario prefettizio di Nasino. Appena saputo della sua esecuzione, Paolo de Maria, prefetto di Savona, volle chiarimenti da parte del Commissario prefettizio di Albenga, il marchese Andrea Rolando Ricci, che non sapeva nulla dell'uccisione, ma che chiesti chiarimenti al comando tedesco seppe che secondo questi era stata una rappresaglia dopo la sparizione di cinque soldati nazisti il 25 febbraio, che il Ciocca permetteva che nel suo Comune ci fossero riunioni partigiane, oltre che un buon rifugio e che dava ai partigiani castagne e patate oltre che il due per cento della produzione olearia. Alle 21:00 del 17 marzo iniziò la fucilazione, dove era presente anche il parroco di Leca, don Paolo Baratta, e anche il vigile ausiliario Giovanni Paulli che a testimonianza teneva la torcia accesa per permettere ai tedeschi del maresciallo Trupp di vedere le nuche dei prigionieri; la collaborazione con il nemico fu la sua colpa, venne condannato a morte dai partigiani e due settimane più tardi eseguirono la sentenza. Vennero giustiziati Antonio Ciocca, nato a Nasino il 20/05/1901 e ivi Commissario Prefettizio, Francesco Ciocca, nato a Nasino il 19/02/1887, Francesco Ghiglieri, nato ad Albenga il 16/06/1888, Domenico Siffredi, nato a Bastia d'Albenga il 20/05/1914, e Giuseppe Priolo, nato ad Aleco Levesina (Argentina) il 02/06/1904.
Venne ucciso un sottufficiale tedesco a Cerisola e pertanto l'11 aprile 1945 per rappresaglia tre persone vennero portate al cimitero di Leca e uccisi con un colpo alla nuca dal maresciallo Strupp: erano Giobatta Nano, 59 anni, contadino di Castelvecchio di Rocca Barbena, l'agricoltore cerialese Clemente Rota, 55 anni, e l'operaio partigiano Alfredo Brancher di 40 anni, nato in Germania. Di quest'ultimo si sa che era un partigiano azzurro ed era stato torturato dai tedeschi con un chiodo dietro la nuca e una candela davanti al naso, che se provava ad alzare la testa per sfuggire al fuoco si bucava la nuca.

### La liberazione
Il 24 aprile i partigiani iniziarono a scendere dai monti. Alle 18:00 del 24 aprile don Giovanni Favara parroco di Pogli (Ortovero) provò a fare da mediatore (conoscendo fra l'altro la lingua tedesca) tra i partigiani e i tedeschi per finire in pace lo sgombero del blocco fortificato a Coasco, vicino a Villanova d'Albenga: le richieste dei partigiani con a capo Ramon e Cimitero erano quelle che se non avessero lasciato la piazza sarebbero stati uccisi tutti, ma i tedeschi dal canto loro risposero con un Niente trattare con banditen prendendo a cannoneggiare in direzione di San Fedele e verso Cisano. In quelle ultime ore persero la vita tre partigiani e fu gravemente ferito Alfonso Cassani, Terremoto. I partigiani proseguirono la discesa, andando a occupare Bastia e Villanova, per proseguire poi verso San Fedele e Lusignano, con le squadre guidate da Giovanni Fossati, Gino. I partigiani ricevettero l'ordine di preservare i ponti, la centrale elettrica, poste, telegrafo e soprattutto di aiutare la popolazione in caso di bombardamenti scellerati. Nel frattempo a Coasco i tedeschi liberarono la roccaforte spostandosi verso Campochiesa dove incontrarono Annibale Riva. Venne presa anche Leca e Campochiesa. Tutta l'operazione dipese da Ramon, che grazie a una serie di staffette era sempre informato e poteva far muovere al meglio i suoi uomini del distaccamento Airaldi. In testa i combattenti più esperti, Cimitero, Ramon, Tariffa, U Megu, Mario il siciliano e Dario che alle 21:00 erano sotto porta Torlaro. Passarono vicino al frantoio di Peo Sommariva silenziosamente e nell'ombra. Dovevano giungere alla casa di tolleranza di via Torlaro varcando la porta dei preti, una porticina piccolina per non farsi vedere, ma era sprangata dall'interno pertanto si doveva passare per la porta principale. Lì c'era un tedesco piuttosto paffuto probabilmente a guardia della casa di tolleranza, dove all'interno erano presenti dei tedeschi che si sentivano dal vociare. Il tedesco si girò verso Tariffa ma questi gli saltò addosso con un balzo e lo trafisse con una lama nel petto reggendo poi il corpo per non farlo sbattere violentemente a terra. Pertanto si poteva entrare: la casa era piena di tedeschi e si sentiva anche la voce della tenutaria, Maria Parodi. Ramon e Mario il Siciliano (facente parte del circo ed esperto lanciatore di coltelli), entrarono di colpo nella sala dove erano presenti 8 militari nazisti, che però rispettarono gli ordini impartiti da Ramon stesso, che sapeva parlare correttamente il tedesco. La tenutaria si avvicinò a Ramon dicendogli in un orecchio Questa è una casa prestigiosa e onorata, non vorremo scandali. Da dietro comparve teki-teki la lingua elettrica che estrasse un coltello dalla cinta di Ramon e corse via per il corridoio, venne inseguita e la trovarono vicino al corpo di un militare tedesco con la camicia semi-abbottonata e con la lama rubata a Ramon conficcata nel petto, questi aveva al suo fianco una machinepistole e l'intervento della giovane meretrice salvò probabilmente la situazione. Sistemata la situazione in vico Torlaro, facendo comprendere ai tedeschi che non erano più loro a comandare, la squadra si diresse verso il ponte di ferro sul fiume Centa che era stata minata dai tedeschi; qui li raggiunse Cimitero e Mario che si erano allontanati per altre operazioni dicendo che il fortino al mare era stato conquistato. Sul ponte erano presenti due guardie tedesche armate: il primo più vicino venne preso alle spalle mentre era intento a guardare la luna che si rispecchiava sulle acque del fiume, con una pugnalata improvvisa che lo colse di sorpresa. Il secondo nella stessa maniera pochi istanti dopo, che non si era accorto di nulla. Cimitero, Ramon e Tariffa procedettero a sminare e salvare il ponte. Verso le 11:00 Angiulin Casanova li raggiunse dicendo che Terremoto e Mario erano stati feriti mentre liberavano la stazione, pertanto U Megù andò all'Ospedale, sia per verificare lo stato di salute, sia per vedere se fossero presenti forze tedesche o nemici ricoverati. Verso mezzanotte Albenga risultò liberata, si lasciò aperta la strada verso Ceriale per permettere la ritirata degli ultimi tedeschi.
Dopo venti mesi passati in montagna, a mezzanotte del 24 aprile i primi partigiani entrarono in città. Venne forzata la porta del Comune per insediarvisi ufficialmente, venne presa la posta, i telegrafi e la caserma dei Vigili del Fuoco. Cimitero volle andare dal Vescovo per dirgli che la città era stata liberata, lì lo accolse una mite suora che gli chiese calma e di aspettare il giorno dopo che l'anziano vescovo si svegliasse con calma, ma dopo qualche urla e colpo di scarponi, anche il vescovo si svegliò e venne accolto da Ramon. Il vescovo Angelo Cambiaso chiese misericordia e moderazione, ma Ramon gli disse che era difficile placare chi aveva subito 12 mesi di torture e persecuzioni, che le cose facciano il loro corso. I partigiani scovarono Rolandi Ricci di Tenaigo, il sindaco, che era in preda al panico per la paura di essere ucciso più morto che vivo come disse Garin. A casa sua trovarono delle casse di prezioso barolo che vennero confiscate dai partigiani; il sindaco venne portato in carcere assieme agli altri militari o collaborazionisti. Il 25 aprile iniziò con l'invito fatto da Ramon a tutti gli alberghi, osterie, ristoranti, di restare aperti per sfamare i partigiani che stavano scendendo dai monti. Il Vescovo invitò Ramon a mangiare da lui assieme al Comandante dei Carabinieri per parlare di ordine pubblico. 
Il 25 aprile fu area di festa in città già dalle prime luci dell'alba: il coprifuoco era stato abolito, si era tornati liberi di camminare e suonare per le strade, si tirano fuori le bottiglie e le si offrivano a tutti, i partigiani che rientravano in città si abbracciavano con i familiari e amici che non vedevano da molti mesi. Ramon diede ordine di arrestare alcune persone compromesse, ma alcuni decisero di fare delle vendette e il 25 aprile si tramutò. Cimitero assieme a Muschin (Carlo Mosca) andarono in via Genova, dove in casa sua dietro il portone si era asserragliato Luigi Redolfi, un fotografo trentino che aiutò i nazisti con spie e dandogli anche le foto che aveva. Muschin con una saponetta di esplosivo fece saltare la porta, venne preso e trascinato da Cimitero con un cappio al collo in centro, e impiccato in piazza IV novembre. Dopo l'impiccagione di Luigi Redolfi, reo collaborazionista e causa di molte condanne ai Martiri della Foce, decise di far tagliare gli alberi di araucaria in piazza IV Novembre ad Albenga, per evitare che fossero usate come patibolo.
Venne il turno di Maria Teresa Parodi, conosciuta come l'americanina poiché i genitori avevano un bar nel centro storico chiamato L'americana; lei spesso sentiva coloro che con un bicchiere di troppo raccontavano o si dichiaravano contro i tedeschi andando poi a denunciarli, era una nota frequentatrice della Feldgendarmerie. I partigiani cercarono più volte di dire ai familiari di avvisarla ma inutilmente, e i giorni prima del 25 aprile la madre andò a Nasino a chiedere clemenza per la figlia a Sceriffo, Giovanni Moreno, ma questi non arrivò in tempo. Trascinata in malo modo in piazza San Michele, venne processata rapidamente, Cimitero la portò sul lungofiume dov'era presente un fico e con una raffica di mitra dal basso verso l'alto la lasciò a terra. Era il 26 aprile. Venne catturato anche Bruno Enrico, un ex-partigiano che nell'inverno preferì passare alle brigate nere, denunciando e raccontando dove i ribelli si rifugiavano. Venne catturato mentre era fuori Città e trascinato verso il mattatoio cittadino di Via Doria dove Cimitero e la sua squadra lo passarono per le armi. 
Il 28 aprile si indice l'immediata mobilitazione generale di tutti gli appartenenti ai Carabinieri. Il Comandante dello Stato maggiore Divisionale, "Ramon", intima il rientro all'ordine, con pena il giudizio del tribunale militare. Iniziarono i processi del Tribunale Militare del CLN ed il 30 aprile vennero uccisi 21 collaborazionisti presso il cimitero di Albenga. Ci furono anche alcune vendette post-liberazione. Tra queste resta famosa quella di Giovanni Navone, conosciuto come Pipetta, abitante a Leca: sia lui sia i familiari erano noti collaborazionisti dei tedeschi, oltre a essere lui stesso uno squadrista della prima ora, propinando olio di ricino e manganellate. Aveva già perso un figlio, Elso, nel giugno del 1944 morto in un incidente nella caserma di Albenga. Un partigiano o un gruppo di partigiani entrarono nella sua abitazione uccidendo lui, la moglie Maria Danielli (56 anni), Rosa (36 anni), Bice (35 anni), Rita (28 anni), Irene (20 anni), Leo (16 anni) oltre che la nuora Gina Fanucci (31 anni). Della vicenda fu famosa la frase L'emu massau fin u gattu ("abbiamo ucciso anche il gatto") che venne trovato tra le vittime. Questa storia è stata al centro di studi, visto che secondo alcuni sarebbe stato Cimitero ad andare da solo quella sera per vendicarsi del padre e dalla fidanzata uccisi e torturati dal Boia sotto spiata del Pipetta. In realtà il Tribunale militare di Albenga aveva condannato l'intera famiglia a morte.

### Partigiani
Molti furono i partigiani del distaccamento ingauno, Medaglia d'oro al valor militare come Felice Cascione e Roberto Di Ferro, ma anche alcune figure meno raccomandabili, come Cimitero. Tra i nomi dei caduti Annibale Riva, che venne ucciso da un colpo di pistola alla nuca da un soldato tedesco alla vigilia della liberazione, il 24 aprile 1945 a Campochiesa; alla sua memoria è stato intitolato lo stadio comunale di Albenga.

#### Luca
Annibale Riva, nome di battaglia Luca, sergente partigiano che perse la vita mentre scortava un prigioniero fascista in prigione perché ottenesse un giusto processo. A lui venne intitolato lo stadio comunale.

#### Cimitero
Bruno Schivo, nome di battaglia Cimitero, a cui i fascisti uccisero il padre e la fidanzata (precedentemente torturata e stuprata) e resero storpia la madre; era comandante di un gruppo di assalitori, per il quale gli venne riconosciuta l'onorificenza della medaglia d'argento al valor militare. 
Figlio di Giovanni Schivo e Angiolina Della Valle (1893), vivevano a Salea, dove il padre faceva il fabbro; di simpatie socialiste che non poteva esercitare durante gli anni della dittatura. Da questa unione nacque Bruno il 6 ottobre 1924 e Rosa nel 1931, anche se avevano un fratellastro di padre, più grande, Franco, nato da un precedente matrimonio, finito con la morte della prima moglie. Bruno frequentò la scuola fino al terzo avviamento per poi aiutare il padre. Si ci ricorda di lui come un giovane attivo, lavoratore, amante della caccia; come molti giovani dell'epoca partecipava alle sagre paesane, alle balere o andava a vedere il cinema, dove aveva addocchiato una ragazza, Giovanna Viale, anche se non era riuscito a creare un vero rapporto, vista la gioventù di entrambi. Sembra che Bruno avesse visitato alcuni accampamenti dei reduci della Guerra in Spagna, dove trovò molto amici e conoscenti, ma poi tornò a casa dalla sua famiglia. Venne arrestato nel dicembre del 1943 dai GNR al bar Principe di Albenga, forse per renitenza alla leva o forse perché segnalato come antifascista e scortato al carcere di Sant'Agostino a Savona. Già ad Albenga e poi a Savona subì sevizie e torture ed arrivarono perfino a pisciargli addosso. Ma con la complicità di alcuni secondini riuscì a fuggire e si unì ai gruppo di partigiani che si erano già formati a Valcasotto sopra Garessio guidati da Eraldo Hanau, Martinengo ed Enrico Martini, Mauri; questo permise di lasciare fuori la sua famiglia dalle sue vicende, era il 6 gennaio 1944. Nelle settimane seguenti i tedeschi iniziarono una dura repressione e per risposta il gruppo di Schivo attaccò il presidio Nazista di Garessio il 26 febbraio 1944; Cimitero divenne subito un provetto mitragliere, un'arma pesante che però riusciva a sopportare bene vista la sua stazza. In questa prima azione nacque il nome di Cimitero: un gruppo ridotto di partigiani aveva attaccato il presidio, uomini veloci che conoscevano bene i sentieri; i tedeschi uscirono e li inseguirono alla rinfusa non sapendo che il grosso dell'armata partigiana li stava aspettando in un cono di bottiglia dove da lì a poco Bruno appostato con la sua mitragliatrice sopra una rocca disse la frase "Lasciateli entrare che ne faccio un cimitero!". L'azione ebbe successo, restarono a terra diversi tedeschi ed altri si ritirarono alla rinfusa. Si spostò quindi verso l'albero Miramonti dove erano asserragliati altri tedeschi, ma la scarsezza di munizioni e la notizia dell'arrivo imminente di rinforzi da Ceva fece dare ordine al comandante Mauri di ritirarsi. Nello scontro perse la vita Sergio Sabatini, futura medaglia d'oro al valor militare, assieme a Jean Borgia (Alpino), Rinaldo Alberto, Agostino Canova, Giorgio Carrara, Giovanni Negro e Leonardo Esposito, 7 in totale, mentre i tedeschi che persero la vita furono 75, tanto che si dovettero ritirare dal presidio di Garessio e venne permesso di celebrare i funerali di chi perse la vita. La repressione tedesca non tardò ad arrivare. Il 9 marzo 1944 Cimitero con un'azione spavalda riuscì a prendere la caserma dei carabinieri di Pieve di Teco impadronendosi di parecchie armi. L'arrivo del Capitano Ferraris delle Brigate Nere, che portò ai tedeschi altri fascisti, complicò le cose ed inoltre iniziò a nevicare. Martinengo decise di dividere le forze, mandando il gruppo di Cimitero al Bricco delle Penne, sopra Caprauna; assieme a Mazurka e Kitter, chiesero di rientrare nelle loro case ad Albenga, dove mancavano da tanto e dove non avevano più notizie. Passarono da Barchi, dove un contadino suonava l'aria Limon-Limonero e Cimitero prese a ballare con una ragazza del posto dimostrandosi un ottimo ballerino; quindi proseguirono sotto il monte Gallè, per andare nella cascina di Rina Bianchi una sostenitrice e soccorritrice di partigiani, piloti americani precipitati, jugoslavi fuggiti dal campo di Garessio. Qui poterono mangiare e riposarsi. Proseguirono la strada in serata con l'aiuto del buio, arrivando nelle loro abitazioni solo a notte fonda e con il patto di rivedersi sempre nel buio. Mazurka incontrò Filippo Siccardi di Cenesi per ritirare propaganda inneggiante alla resistenza e avere informazioni. Purtroppo davanti alla chiesa di Bastia venne fermato da due tedeschi che lo arrestarono immediatamente dopo avergli trovato addosso la pistola e il materiale di propaganda. Nei passi che lo portavano verso il carcere, Mazurka riuscì a dare un pungo al volto di un militare e spingerlo verso l'altro facendoli cadere a terra, prese a correre nel buio e riuscì quasi a farcela, se non che un proiettile sparato a casaccio lo colpì su un gluteo. Riuscì a scappare rifugiandosi a casa dei Ghiglieri a Bastia, qui vennero chiamati il dottor Ignazio Abbo e il dottor Ferro per le cure, che durarono solo pochi giorni. I quattro amici fecero una bravata andando al cinema di Leca per una boutade. Durante l'intervallo si accesero le luci e tutti si girarono dietro e videro i quattro che già si sapeva essere entrati nel partigianato; fecero scalpore e prima che qualcuno andasse a chiamare i fascisti o i tedeschi, preferirono scappare da una porta sul retro che dava nel fiume. Passarono ancora da Filippo Siccardi a Cenesi che era il collettore tra la Città e le notizie della valle Arroscia; questi gli disse di dirigersi a Gazzo D'Erli e non a Garessio. Così fecero, e i primi giorni dell'aprile del 1944 erano tornati al Bric delle Penne, dove con la sbandata della Valtanaro si ritrovarono quasi un centinaio di partigiani e da qui nacque la Brigata Valtanaro. La squadra di Martinengo, in cui c'erano Cimitero, Marzurka, Meneghi e Meazza, occuparono i forti di Nava dov'erano presenti dei giovani della Guardia Nazionale Repubblicana pressoché abbandonati dall'esercito fascista. Di questi, ventitré aderirono alla lotta partigiana, tranne qualche irriducibile che non volle arruolarsi e che fu lasciato libero di andarsene, ricordandogli di non essere più trovati con divise fasciste addosso altrimenti non l'avrebbero avuta facile. Nell'agosto 1944 Cimitero lascia la Valtanaro e torna in Liguria al comando di Ramon.
Al termine del conflitto, quando l'ordine era ristabilito, alcuni partigiani fecero incursioni nelle case di ricchi possedenti per prendere qualcosa e risollevare il loro destino dopo i lunghi mesi di privazione trascorsi in montagna. Cimitero, assieme a Moschin, Ricuccio, Gualberto Riva, Pietro Compini, Angelo Mantero furono condannati a varie pene tutte pagate e senza sconti; Cimitero fu accusato di aver sparato in aria contro due carabinieri e di alcune esecuzioni avvenute ad Albenga. La medaglia d'argento ricevuta non valse come deterrente e scontò la pena, che fu quasi lunga come quella del Boia.

#### Viveri
Libero Emidio Viveri fu uno dei capi partigiani amati durante la guerra e simbolo della resistenza. Dopo il conflitt divenne la guida politica di Albenga per i successivi anni post-bellici.

#### Ramon
Raymond o Raimondo Rossi, nome di battaglia Ramon, fu uno dei capi partigiani albenganesi, nominato come responsabile di Albenga dagli Statunitensi al termine del conflitto. Era Capo di Stato Maggiore della Divisione Silvio Bonfante. Di origini vallesane, conosceva bene il tedesco.

#### Sirio
Amari Domenico, nome di battaglia Sirio, fu Commissario Prefettizio di Albenga e Alassio. Arrestato dai tedeschi ad Alassio e liberato da uomini della SAP, divenne il comandante della Divisione "G.Mazzini" di Albenga e poi il primo sindaco della liberazione. Presidente del CLNC per la D.C.

## Le fucilazione alla foce del Centa
Di Albenga e del suo entroterra sono stati molti i partigiani che combatterono per la liberazione d'Italia, molti albenganesi si nascosero nei monti per rifugiarsi e combattere contro l'invasore tedesco. Per poter estrarre informazioni, tantissimi furono gli albenganesi torturati e uccisi, perché sospettati di essere o di avere parenti partigiani, ma molti semplicemente per poter sottrarre loro i beni. Anche un sacerdote di Salea venne arrestato, torturato e condannato a morte e solo grazie all'intervento del cardinale di Genova si poté evitare la tragica fine. Molti sono gli episodi raccontati e denunciati, tante furono le vendette. Molte per mano diretta del Boia e del comandante Strupp della Feldgendarmerie. Vennero condannate 60 persone in 8 diversi processi dal novembre 1944 al febbraio del 1945, solo una persona sopravvisse, la cui testimonianza fu quella che diede il colpo di grazia agli imputati al processo, visto che era l'unico testimone. Dopodiché avvennero ancora due fucilazioni all'interno del cimitero cittadino di Leca nel mese di marzo; molte altre furono le torture, le uccisioni durante le perlustrazioni, molte le torture e le barbarie subite dalla popolazione di Albenga.
Sono stati 59 i corpi ritrovati alla foce del Centa dove è presente un bunker usato dai tedeschi per militarizzare la foce ed evitare sbarchi alleati. 

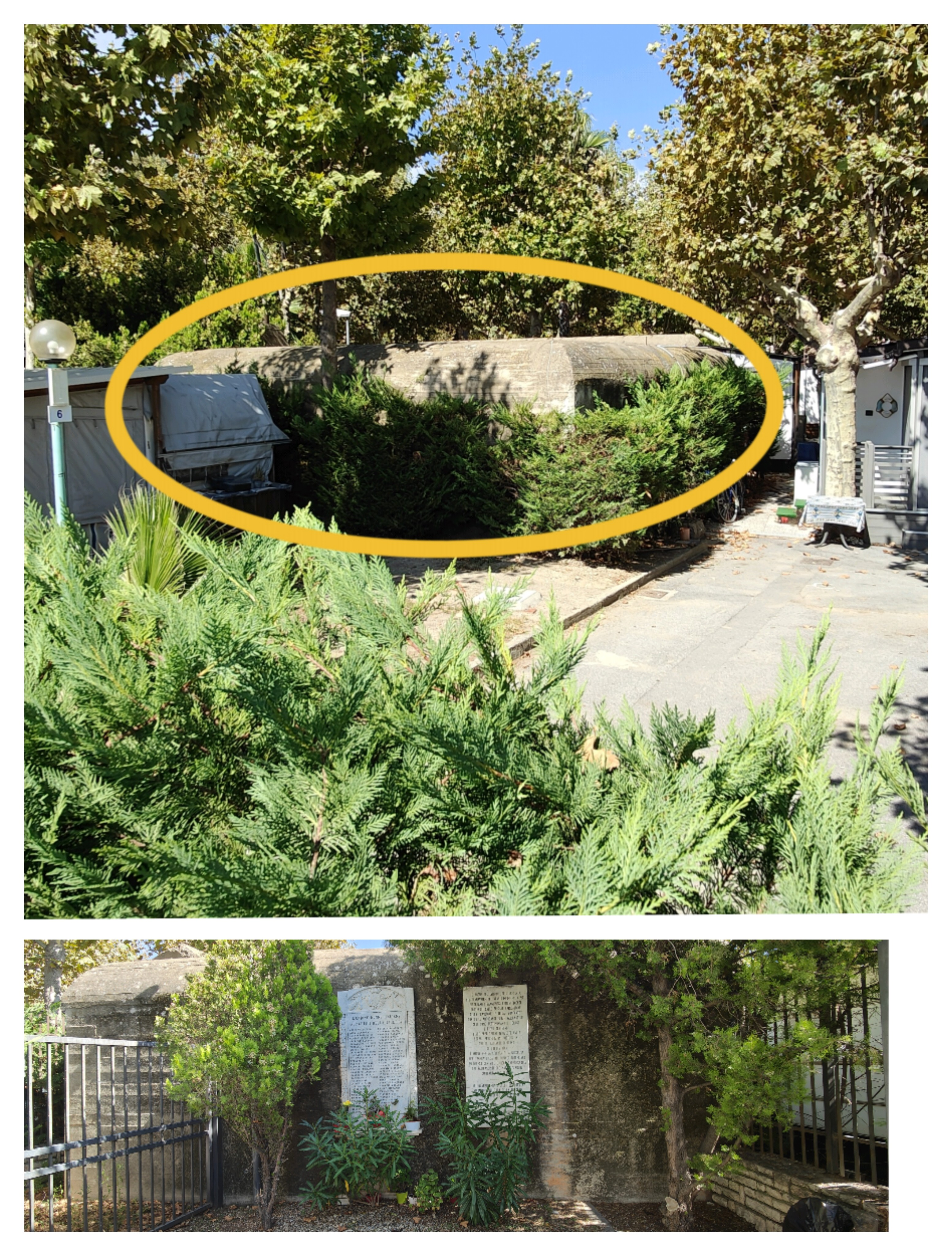
Il bunker testimone della tragedia dove accanto sorge un campeggio

Vicino al bunker passa la ferrovia, che ha subito diversi attacchi da parte dei bombardieri alleati per far saltare in aria il collegamento; dopo la resa, i partigiani cercarono i luoghi dove erano stati fatti sparire i loro concittadini. Uno di questi notò che molte delle buche fatte dalle bombe erano state ricoperte dalla terra e, scavando un po' trovò il primo corpo: durarono tre notti le operazioni di recupero.

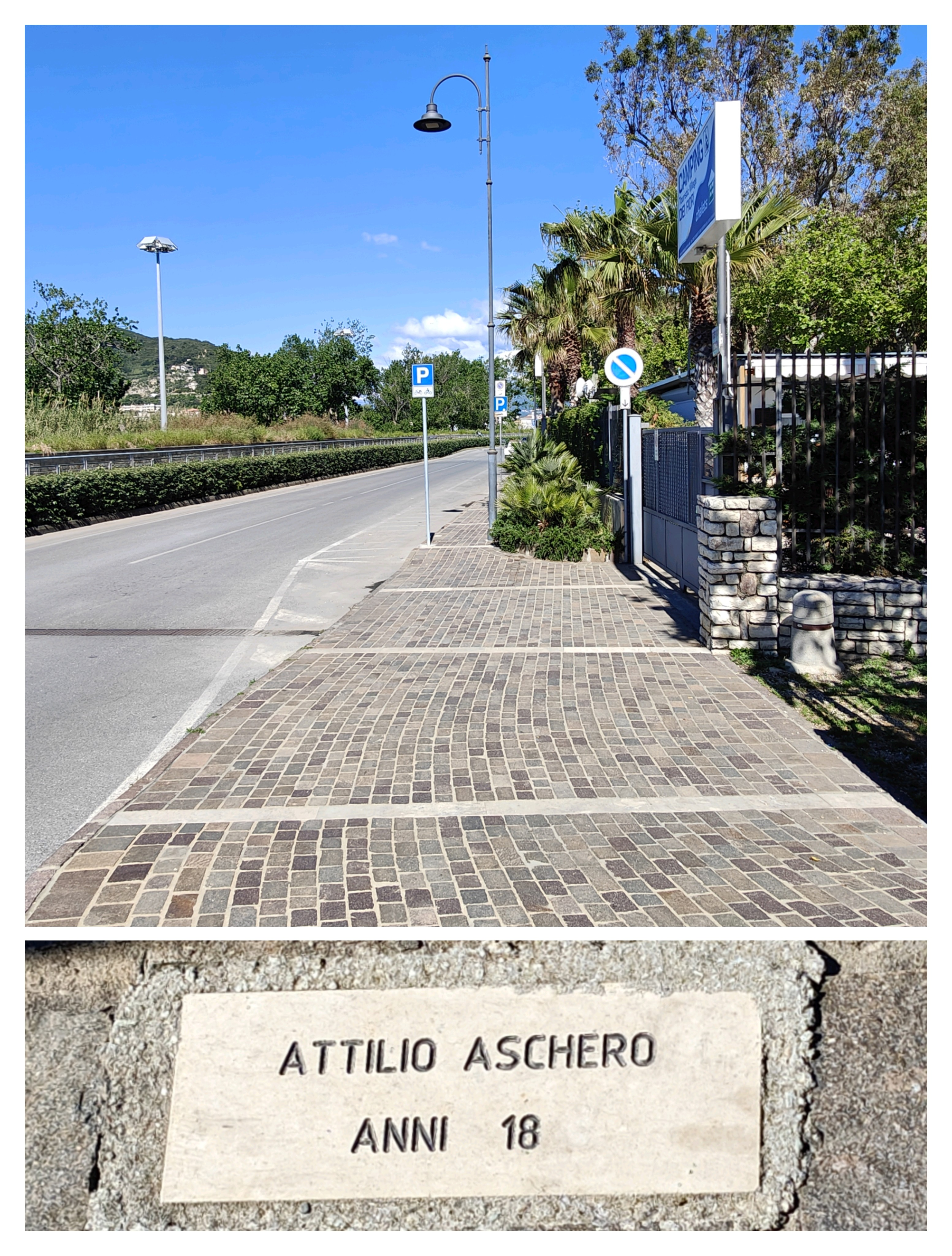
A lato del sacrario dove vi fu l'eccidio compare sul marciapiede nella via Deportati e Internati Albenganesi in Germania 1943-1945 la prima pietra commemorativa col nome di un caduto

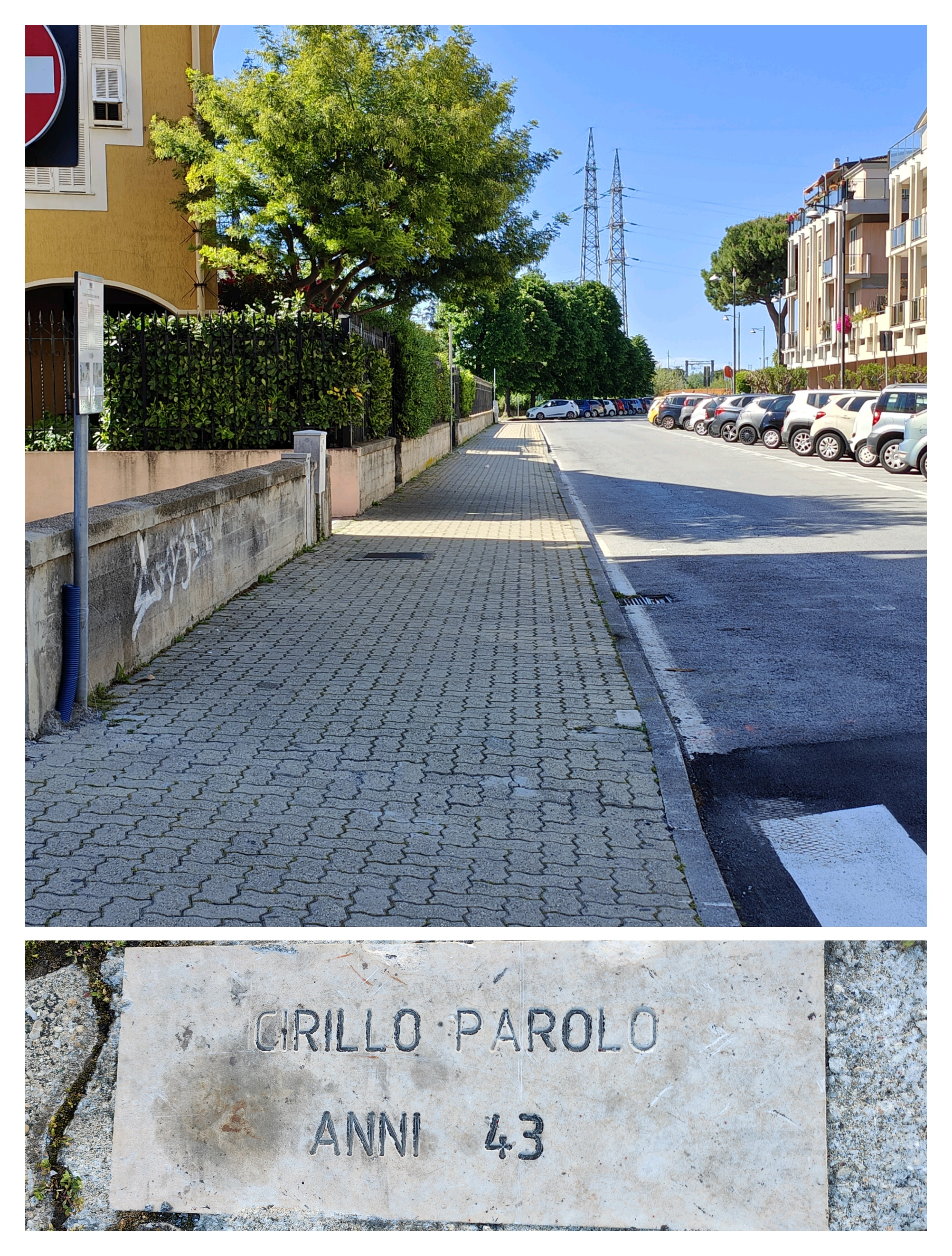
Via XXV Aprile - all'epoca un sentiero fra campi e ferrovia - con l'ultima targa, con il nome del caduto. Questo punto dista 628 m. dal sacrario. Le altre pietre commemorative proseguono sul Lungocenta fino a via Fiume nella casa che fu sede della locale Gestapo

## Processi e colpevoli
Al termine del conflitto bellico venne subito formato un tribunale militare ad Albenga e quindi unito con quello di Savona, dove assieme agli alleati si realizzarono i primi processi verso coloro che si riuscì  ad arrestare. Il primo a pagare fu Romeo Zambianchi, fucilato nel 1946; stessa sorte avrebbe dovuto essere applicata al Luberti ma così non fu e uscì di prigione nel 1953. Degli ufficiali tedeschi l'unico che arrivò a sentenza fu Dosse nel 2006.

### Il boia di Albenga Luciano Luberti

Il boia di Albenga seduto e Strupp in piedi dietro di lui

Albenga detiene il primato di avere forse uno tra i più feroci ufficiali italiani a servizio dei nazisti, Luciano Luberti, meglio conosciuto come il boia di Albenga. Si rese responsabile di torture, maltrattamenti, persecuzioni personali, abusi sessuali ed esecuzioni nei confronti non solo di partigiani, ma anche dei civili. Erano moltissime le violenze subite per le strade dalla popolazione, il boia non si è mai pentito di quel che ha fatto; intervistato anni dopo dichiarò: "Beh, certo, alla Feldgendarmerie si lavorava sodo". Scontò solo pochi anni di prigione.
Il boia di Albenga è responsabile diretto di queste uccisioni. La sua funzione ufficiale era quella di interprete per il maresciallo Friedrich Strupp e per il capitano Gerhard Dosse, ma in realtà era lui stesso che torturava, anche persone scelte a caso per le strade della città. Da questo nasce l'appellativo di boia. Secondo le testimonianze raccolte non furono poche le volte che si fermò perché stanco fisicamente di torturare le persone, altre chiedeva di essere sostituito. Spesso la notte entrava nelle celle dei prigionieri e li obbligava a inginocchiarsi puntando loro la pistola alla testa e minacciandoli di ucciderli se non avessero parlato. Una tortura che era solito esercitare era spegnere i cerini o le sigarette sulle mani, sul viso o sul corpo dei detenuti. Molti sopravvissuti hanno raccontato che vennero loro strappate le unghie o i denti, soprattutto se d'oro. Costrinse una prigioniera a sposarlo con la forza, a un'altra tagliò via il seno.
Ufficialmente furono solo 59 le persone per cui venne processato, per gli alleati erano oltre 200 e lui stesso dichiarò che il numero reale degli omicidi di cui era responsabile superava quota trecento. Durante il processo dichiarò:
Dopo la guerra Luberti riuscì a fuggire, ma venne scoperto da Bruno Mantero, fratello di una delle vittime del boia. Condotto a Savona venne processato e condannato a morte il 24 luglio 1946. Tuttavia, facendo leva sull'infermità mentale, la pena venne tramutata in ergastolo e quindi con l'amnistia a 7 anni di carcere. Finì di pagare la sua pena detentiva nel 1953 quando fu scarcerato. Invece il "Vice-Boia", Romeo Zambianchi, viene processato e condannato alla fucilazione alla schiena dalla Corte d’Assise straordinaria istituita a Savona per i reati di collaborazionismo. La condanna venne eseguita il 21 aprile 1946 nella Fortezza del Priamar a Savona.

### Il capitano Gerhard Dosse
Gerhard Dosse nasce a Fuerstenberg in Germania il 22 marzo 1909. Era un riservista che faceva l'insegnante delle scuole medie e venne chiamato a servire nell'esercito, come iscritto al distaccamento militare di Rostock. Ad Albenga era di stanza il I° battaglione del Granadier Regiment 80 della 34ª Infanterie Division (Rheinische) di Wiesbaden, gruppo comandato dal generale Theobald Helmuth Lieb, il cui comandante locale era lo Hauptmann (capitano di complemento) Gerhard Dosse, facente funzione anche di presidente del tribunale militare. Lo Standgericht aveva sede nel Palazzo Ester Siccardi, (la stessa delle Brigate Nere già citata) che, ad Albenga condannò a morte quasi 600 persone. 
In previsione di uno sbarco degli Alleati, dall'estate del 1944 una unità tedesca si era insediata ad Alassio. In zona, fra l'autunno e l'inverno di quello stesso anno, agiva nell'imperiese e dintorni la divisione comandata dal colonnello Nikolaus Stange (1903-†?), che aveva sede nella requisita Villa Grock.
Durante l'occupazione, al capitano Dosse piaceva fare la bella vita, conviveva pure con una ricca contessa ad Alassio, Silvia Ceirano, nata a Cuneo nel 1904, la più giovane di 3 figli e sposata nel 1927 con un membro del ramo cadetto (deceduto poi nel 1948) della famiglia dei Savoia, i Conti di Villafranca-Soissons. Motivo per cui divenne contessa.

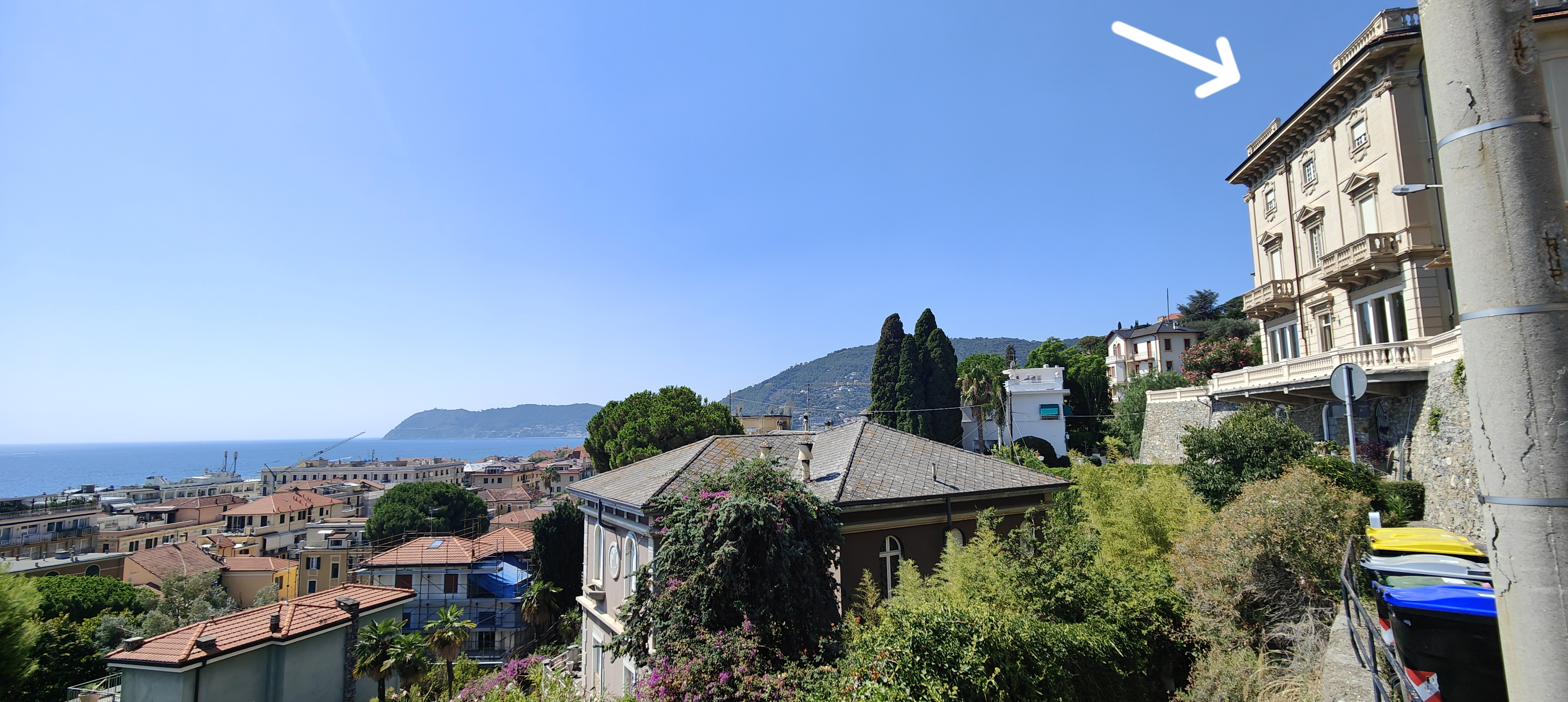
La villa ad Alassio in via Galliano (freccia). Qui venne a vivere il capitano nazista Gerhard Dosse (1909-2003) capo della Feldgendarmeria d'Albenga 1943-1945. In tal modo la contessa (con cui coabitava) era riuscita a far salvare Alassio da rappresaglie naziste e distruzioni.

La villa che le fu regalata dal padre industriale facente parte di una famiglia cuneese pioniera dell'automobilismo (avventura iniziata da Giovanni Battista Ceirano) , si trova in zona Parco Fuor del Vento e fu sede di festeggiamenti ed incontri soprattutto nell'autunno del 1944 con alti ufficiali tedeschi e fascisti, richiamati dal fascino di Silvia. Poi esiste l'episodio della sorella, Ida Ceirano, fermamente antifascista, che aveva il figlio partigiano. È però vero che grazie all'ascendente che Silvia aveva sul capitano Dosse, zelante nell'eseguire gli ordini criminali del Reich per scovare i partigiani, (anche spalleggiato dalla inaudita ferocia del  boia Luberti pronto a portare ad Alassio i suoi metodi stragisti), è 
risultato alla fine che il paese non fu messo a ferro e fuoco. E fu in questa villa che la sera del 29 aprile 1945 il ventenne studente di giurisprudenza e partigiano Claudio Bottelli, andò a chiederle di testimoniare, recandosi in Comune, sede del CLN comandato dal dottor Enrico Robutti. Qui venne rasata a zero dai partigiani come collaborazionista ed ella si difese fino alla fine dei propri giorni, dicendo che grazie a lei "la città di Alassio non subì stragi o eccidi, poiché avevo un forte ascendente sul capitano". Su questo aspetto ha indagato Pierpaolo Rivello, Procuratore militare capo della Repubblica a Torino, poi Procuratore generale a Roma e in seguito pubblica accusa contro Dosse. Proprio di quest'ultimo si pensava (come sosteneva il Luberti) che si fosse suicidato al termine della guerra. Comunque i suoi crimini non vennero mai puniti. La realtà infatti era ben diversa: Dosse tornò in Germania dove riprese a fare l'insegnante, terminando la sua carriera come preside di un liceo. Dalle testimonianze raccolte sembra che non si sia mai pentito dei suoi crimini. Rimasto contumace, nel periodo 2003-2004 arrivarono alla sua famiglia a Wedel i plichi della comparizione (tradotti in tedesco) presso il tribunale italiano con rogatoria internazionale. Dosse morì nel 2003. La famiglia si era affidata allo studio associato di avvocati Stange di Amburgo. 
Il problema alla fine è che si dovettero aspettare ben 58 anni, quando il pubblico ministero tedesco di Darmstadt lo invitò a testimoniare contro un suo ex commilitone della 34ª Divisione, il capitano di cavalleria Henrich Schubert, indagato in Italia e in Germania per l'assassinio del consigliere della Corte d'Appello di Torino Carlo Alberto Ferrero, che avvenne a Chiusa Pesio nel dicembre del 1944. Il magistrato tedesco conosceva anche Dosse e i crimini che aveva perpetrato nel Ponente Ligure. Quell'ormai anziano signore di 94 anni che viveva nella cittadina di Wedel (posta a 21 km da Amburgo) in Riststraße 10 dal 1959, alto e con i capelli bianchi, era davanti al magistrato, che non poteva fare nulla, nemmeno interrogarlo. Pertanto trasmise i dati alla procura militare di Torino e il procuratore Paolo Scafi, come vedremo dopo, venuto a sapere che Dosse era ancora vivo, lo mise sotto indagine accusandolo degli eccidi di Albenga. Il nome di Dosse per efferatezza è da affiancare a quello di Luciano Luberti, che dichiarò in un'intervista "L'Hauptman Dosse si è suicidato il 29 o 30 aprile '45 in Piemonte durante la ritirata. Chissà perché!" 
Nel Tribunale militare ingauno gli incolpati non avevano diritto all'avvocato, non potevano seguire la discussione e venivano condannati per reati che non erano puniti con la morte; ad esempio il favoreggiamento era punito al massimo con il lavoro coatto. In una relazione del questore di Savona del 1945 si legge che il tribunale era tenuto da Dosse oltre che da un tenente e un soldato, senza nessun difensore, con gruppi di 10 o 15 persone che venivano giudicate in meno di mezz'ora.
A questo punto il GUP del Tribunale Militare, Maria Antonietta Monfredi, rinvia a giudizio Dosse L'inchiesta condotta dal pm Paolo Scafi aveva allegati agli atti anche una notifica dell'epoca diramata dalla questura di Savona, in cui proprio il capitano Dosse veniva descritto come "elemento dotato di spietata ferocia". Tra testimoni ancora in vita che deposero ci furono Claudio Gandolfo di 67 anni che nella strage perse il papà e uno zio, inoltre vennero presentate ricerche storiche e consulenti. Tra le prove principali ci fu la deposizione di Bartolomeo Panizza, un uomo che riuscì a fuggire fortunosamente alla strage della foce, dove un altro condannato, Adolfo Tomatis, con i denti riuscì a strappare le corde e scappando attraverso un terreno minato, sotto il tiro delle pallottole naziste, si rifugiò dietro la ferrovia scampando alla fucilazione. Assieme a lui anche quella di don Giacomo Bonavia. Entrambi erano stati sottoposti alla corte marziale il 4 gennaio 1945 presieduta dal capitano Dosse.
Il 12 novembre 2006, il Tribunale Militare di Torino condannò all'ergastolo Gerhard Dosse per gli eccidi commessi il 12 gennaio 1945, anche se non presente perché deceduto nel 2003. Fu condannato in forma postuma a pagare le spese processuali e 10 000 euro per ogni vittima da versare al parente più stretto. I Comuni di Albenga, Arnasco e Villanova si sono costituiti parte civile. Da parte sua Dosse aveva sempre rifiutato qualsiasi citazione.

### Il maresciallo Friedrich Strupp
Il maresciallo capo Friedrich Fritz Strupp nacque il 15 marzo 1915 a Diedenhofen (cittadina ancora tedesca fino alla sua cessione alla Francia il 22 novembre 1918). Strupp è stato ritenuto giustamente uno dei principali autori dei massacri e delle azioni terroristiche. Raccolse le informazioni in un album fotografico con 285 ritratti di persone, che furono identificati da un partigiano disertore, tale Alfredo Ghio, che oltre a riconoscere i nomi dei suoi ex-compagni denunciava la posizione loro e dei familiari. Tali informazioni furono riferite da Alfred Fuchs, sottufficiale sottoposto al comando del maresciallo. Nella sua relazione dichiarò anche che lo Strupp distrusse e bruciò l'album intorno al 15-20 aprile 1945, con la speranza di non essere incriminato. In realtà alla fine del conflitto i reparti alleati diedero le giuste colpe al maresciallo, spesso per ammissione degli stessi sottoposti. Prese parte anche a molte torture, come quella di Ernesta Stalla, moglie del capo dei partigiani ingauni Libero Emidio Viveri. Nel tribunale militare il maresciallo faceva la parte del pubblico ministero.
Il processo contro Strupp iniziò nel 1945 ma rimase fermo fino al 1994, quando la Procura Militare di Torino aprì un procedimento contro "ignoti militari" che venne archiviato nuovamente. Un ulteriore provvedimento fu aperto nel 1996, dove si appurò che Strupp era morto nel 1993, che il sottufficiale Fuchs era deceduto nel 1971 e il sottufficiale Nüsslein durante lo svolgimento delle indagini. Dosse all'epoca era ancora vivo ma non si andò avanti con il processo. Solo nel 2006 arrivò la condanna. Ma Dosse perì nel 2003.

## Riconoscimenti
Nel 1974 Albenga veniva insignita della Croce di guerra al valor militare per i sacrifici che le sue popolazioni fecero e per il contributo nell'attività partigiana con la seguente motivazione:
Nel 2017 l'amministrazione comunale di Albenga, guidata dall'avvocato Giorgio Cangiano, si impegna perché venga riconosciuto dalla Repubblica Italiana lo sforzo compiuto durante la lotta di liberazione. Nel 2019 si conclude l'iter con il quale si attribuisce alla Città di Albenga la medaglia d'oro al Merito Civile, con la motivazione:
La consegna della medaglia d'oro viene rinviata a causa della pandemia di Covid-19 e avviene la mattina del 17 giugno 2022, alla presenza del Sindaco di Albenga Riccardo Tomatis, al suo predecessore Cangiano, al professore Mario Moscardini relatore storico, e consegnata dal Ministro della Difesa Lorenzo Guerini.

## I Martiri della Foce

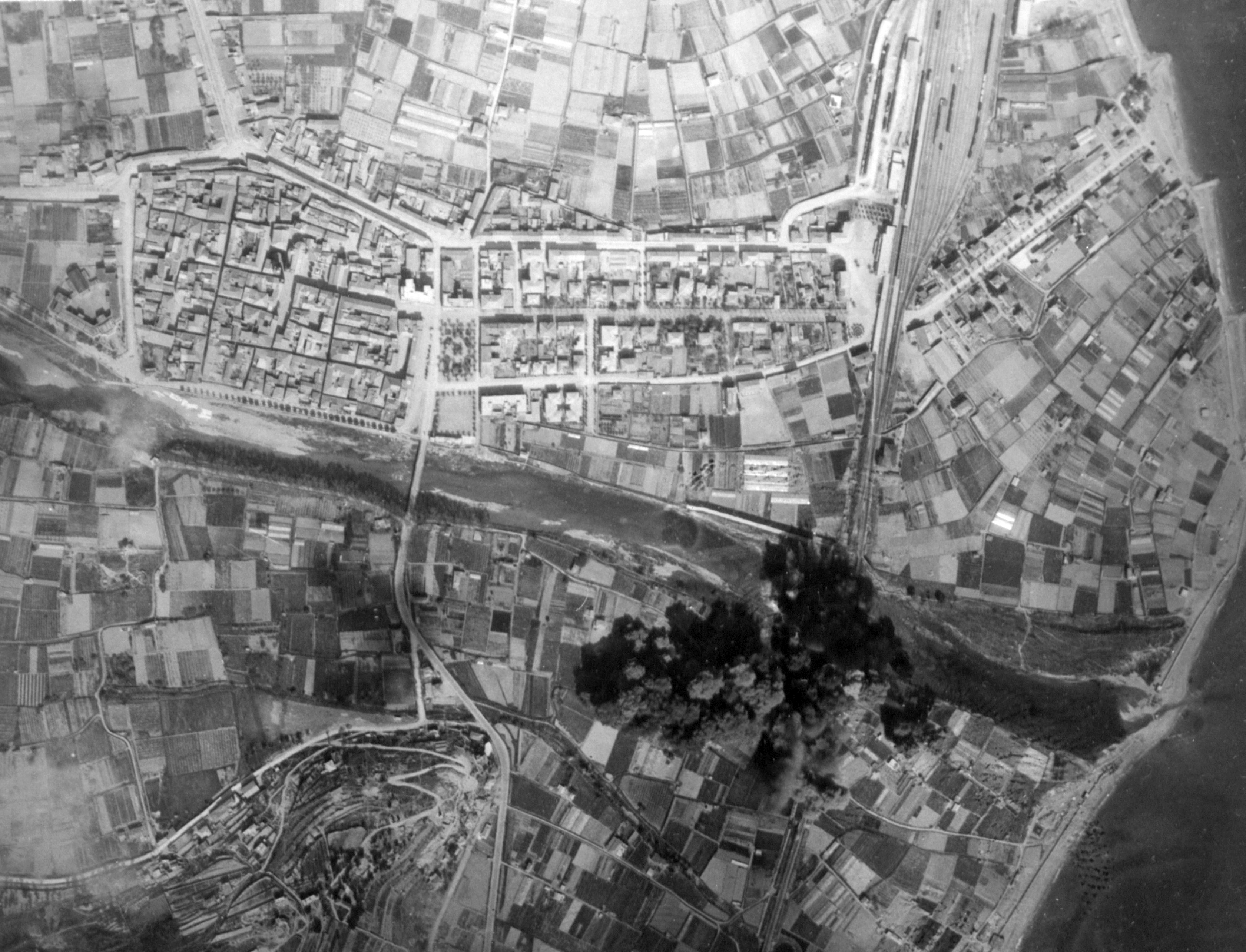
Immagine della RAF aerea di Albenga durante il bombardamento

Terminata la guerra, ad Albenga, in una fossa comune alla foce del Centa, vennero riesumate e identificate 59 salme: gli ingauni che avevano perso i loro parenti non sapevano dove fossero finiti, solo per la testimonianza di uno che riuscì a scappare si arrivò a scoprire le fosse comuni, dove i militari tedeschi avevano seppellito i corpi sfruttando i crateri provocati dalle bombe americane e inglesi. Per tre giorni continui si scavò portando i corpi nel caseggiato del Seminario vescovile. Il 10 giugno 1945 tutte le 59 bare furono portate in piazza San Michele dagli uomini della SAP in processione lungo le vie cittadine, la cerimonia funebre venne celebrata da monsignor Angelo Cambiaso. Queste persone sono identificate come Martiri della Foce e venne posta una targa a loro ricordo. I nomi di coloro che vennero uccisi sono:
1. Bertoglio Antonio, 29/06/1886, Sestri Ponente (GE), 03/12/1944;
2. Casanova Maria Giovanna, 17/07/1912, Pegli (GE), 03/12/1944, sposata con Ottonello Adelfo e sorella del partigiano Casanova Angelo (Falco), riconosciuta come partigiana combattente;
3. Ottonello Adelfo, 04/11/1912, Albenga (SV), 03/12/1944, riconosciuto come partigiano combattente;
4. Schivo Giovanni, 04/04/1891, Alassio (SV), 03/12/1944, padre di Schivo Bruno (Cimitero);
5. Gandolfo Amerigo, 29/11/1908, Ortovero (SV), 16/12/1944, fratello minore di Gandolfo Silvestro;
6. Gandolfo Silvestro, 12/05/1905 Ortovero (SV), 16/12/1944, fratello maggiore di Gandolfo Amerigo;
7. Zunino Gino, 06-11-1926, Tiglieto (GE), 16/12/1944;
8. Fugassa Giovanni, 05-06-1902 a Loano (SV), 27/12/1944;
9. Navone Alfredo, 06-09-1926 a Villanova d’Albenga (SV), 27/12/1944,  macellaio, figlio minore di Navone Pietro Giorgio e fratello di Navone Annibale;
10. Navone Annibale, 17-05-1923 Villanova d’Albenga (SV), 27/12/1944, figlio maggiore di Navone Pietro Giorgio e fratello di Navone Alfredo;
11. Navone Pietro Giorgio, 23-01-1894 Villanova d’Albenga (SV), 27/12/1944, padre di Navone Alfredo e Navone Annibale;
12. Siccardi Arterio Paolo (“Artemio”), 24-11-1899 Cenesi (Cisano sul Neva) (SV), 27/12/1944;
13. Simone Esildo, 18-10-1919 Garlenda (SV), 27/12/1944, partigiano combattente appartenente alla 3ª Brg. Bacigalupo, dist. Castellaro;
14. Viale Giovanna, 15-07-1921 Ranzo (IM), 27/12/1944, residente ad Albenga (SV), giornaliera, fidanzata del partigiano Schivo Bruno (“Cimitero”);
15. Ciarlo Emilio, 24-12-1893 Dego (SV), 28/12/1944;
16. Cristofori Vittorio, 07-03-1908 a Ostellato (FE), 28/12/1944;
17. Epolone Pio, 11-10-1879 a Finalmarina (Finale Ligure) (SV), 28/12/1944;
18. Faroppa Pasquale, 05-06-1920 a Stellanello (SV), 28/12/1944, riconosciuto come partigiano combattente, appartenente alla Squadra di Azione Patriottica (SAP) Mazzini di Albenga;
19. Fugassa Emilio Domenico “Gino”, 14-11-1904 Loano (SV), 28/12/1944, fratello minore di Fugassa Emilio Samuele;
20. Fugassa Emilio Samuele, 14-02-1897 Loano (SV), 28/12/1944, fratello maggiore di Fugassa Emilio Domenico;
21. Merlino Mario, 18-06-1926 Albenga (SV), 28/12/1944, riconosciuto come partigiano combattente, appartenente alla Squadra di Azione Patriottica (SAP) Mazzini di Albenga.
22. Parolo Cirillo, 18-10-1901 Megliadino San Vitale (PD), 28/12/1944;
23. Parolo Leonida, intorno al 1924 Megliadino San Vitale (PD),  28/12/1944, probabile legame di parentela con Parolo Cirillo. Riconosciuto come partigiano combattente, presumibilmente appartenente alla Squadra di Azione Patriottica (SAP) Mazzini di Albenga.
24. Pastorino Vittorio, 01-11-1897 Albenga (SV), 28/12/1944;
25. Roveraro Angelo, intorno al 1924 Albenga (SV), 28/12/1944;
26. Roveraro Prospero, intorno al 1907 Albenga (SV), 28/12/1944;
27. Semeria Giuseppe, 13-06-1878 Pieve di Teco (IM), 28/12/1944;
28. Tomati Andrea “Giovanni”, 10-09-1898 Albenga (SV), 28/12/1944;
29. Tomati Francesco, 4-06-1889 Albenga (SV), 28/12/1944;
30. Abbo Germana, 29-10-1916 Albenga (SV), 12/01/1945;
31. Alessandri Luigi, 08-07-1901 Ranzo (IM), 12/01/1945;
32. Ferrari Giovanni, 30-05-1870 Villanova d’Albenga (SV), 12/01/1945, cestaio, padre di Ferrari Erminia.
33. Ferrari Erminia, 28-06-1904 Villanova d’Albenga (SV), 12/01/1945, casalinga, figlia di Ferrari Giovanni.
34. Leonelli Alice, 04-06-1927 Alassio (SV), 12/01/1945;
35. Moresco Giuseppe, 03-02-1917 Genova (GE), residente ad Albenga (SV), meccanico, poi riconosciuto come partigiano combattente appartenente alla SAP Mazzini di Albenga;
36. Navone Gerolamo, 28-01-1911 Villanova d’Albenga (SV), 12/01/1945;
37. Rossella Leandro, 28-03-1926 Albenga (SV), 12/01/1945;
38. Scrigna Bartolomeo, 02-08-1923 Albenga (SV), 12/01/1945;
39. Tomatis Adolfo, 07-11-1913 Arnasco (SV), 12/01/1945;
40. Vasile Pietro, 01-02-1917 Terranova di Sicilia (CL), 12/01/1945;
41. Viaggio Iginio, 18-05-1891 Arnasco (SV), 12/01/1945;
42. Calmarini Giuseppe, 19-03-1917 Ortovero (SV), 22/01/1945, partigiano combattente appartenente alla 6ª Div. Bonfante, 1a Brg. Imperia.
43. Gandolfo Angelo, 18-09-1913 Ortovero (SV), 22/01/1945;
44. Porcella Ernesto, 17-05-1922 Ortovero (SV),  22/01/1945;
45. Vignola Luigi, 21-10-1913 Ortovero (SV), 22/01/1945;
46. Vignola Settimio, 30-08-1919 Ortovero (SV), 22/01/1945;
47. Cavallera Severino, 01-05-1926 Cuneo (CN), 18/02/1945;
48. De Lorenzi Piero, intorno al 1904 Vendone (SV), 18/02/1945, riconosciuto come partigiano combattente.
49. Isoleri Gino, 26-05-1905 Villanova d’Albenga (SV), 18/02/1945;
50. Mosso Ennio, 01-11-1904 Villanova d’Albenga (SV), 18/02/1945;
51. Nano Francesco, 19-01-1927 Castelvecchio di Rocca Barbena (SV), 18/02/1945;
52. Sapello Giovanni Battista, 23-11-1883 Villanova d’Albenga (SV), 18/02/1945;
53. Aschero Attilio, 01-06-1926 d Albenga (SV), 19/02/1945;
54. Colombo Alessandro, 06-09-1903 Albenga (SV), 19/02/1945, partigiano combattente.
55. Manfro Mario, 08-03-1919 Giusvalla (SV), 19/02/1945;
56. Mantero Agostino, 19-10-1911 Albenga (SV), 19/02/1945;
57. Siffredi Marcello, 16-06-1925 Villanova d’Albenga (SV), 19/02/1945;
58. Ignoto;
59. Ignoto;

Dei due ignoti uno sembra essere Francesco Albi (Pianta) nato a Cotronei (VV) il 18.05.1922. I condannati in realtà furono due di più: il parroco di Leca don Giacomo Bonavia, l'unico che ottenne la grazia da parte del superiore di Dosse, il generale Theo-Helmut Lieb di stanza a Novi Ligure, e Bartolomeo Panizza, che riuscì a fuggire dalla prigionia del bunker della foce grazie ad Adolfo Tomatis che gli sciolse le corde con i denti. Don Giacomo Bonavia fu uno tra coloro che andò a diseppellire i corpi alla foce, prestando i riti religiosi e portando cordoglio alle famiglie.
Ci furono anche altre esecuzioni, non alla foce del Centa ma al cimitero di Leca. I nomi di coloro che vennero uccisi sono:
1. Antonio Ciocca, 17/03/1945;
2. Francesco Ciocca 17/03/1945;
3. Francesco Ghiglierie 17/03/1945;
4. Domenico Siffredi 17/03/1945;
5. Giuseppe Priolo 17/03/1945;

## I deportati

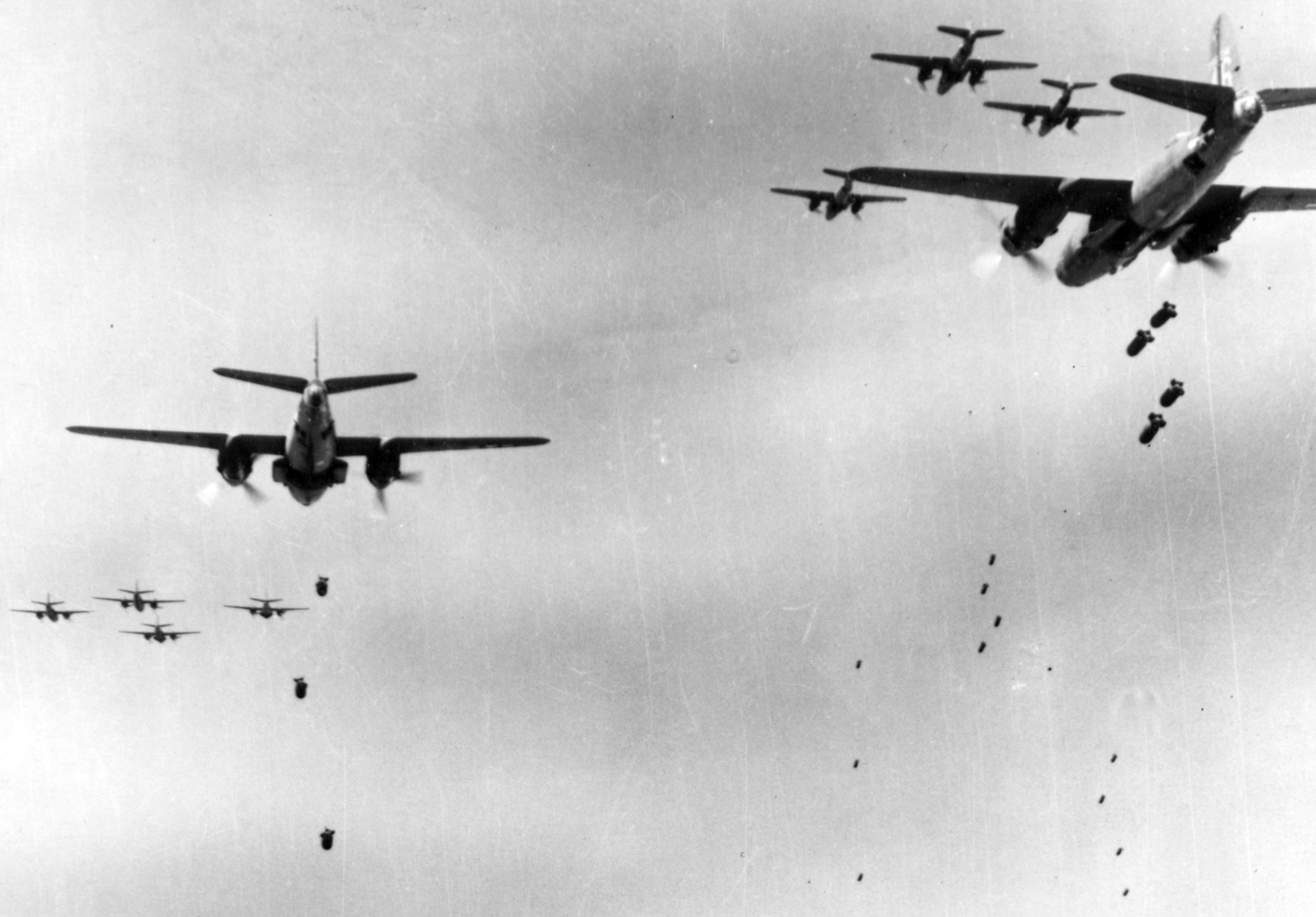
Gli aree inglesi al momento dello sgancio delle bombe del 12 aprile del 1944

Dall'autunno del 1943 ogni giorno un ricognitore inglese sorvolava la città, rischiando contro l'antiaerea tedesca. Oltre che per perlustrazione, consegnava anche volantini di propaganda. Dagli ingauni l'aereo venne soprannominato Pippo o Pippetto. Una domenica pomeriggio uno di questi volantini venne portato al Caffè Pastorino, nella centrale via Enrico D'Aste, ne parlavano i quattro amici Mario Amoretti, Paolo Salvi, Angelo Pastorino e Nicolò Podestà. Dopo qualche battuta venne gettato via. Ma dopo qualche giorno una spiata arrivò al comando fascista e i quattro vennero arrestati. Perquisirono la Centrale del Latte di proprietà del Salvi senza trovare nulla. Ma due mesi dopo, nel gennaio del 1944 fecero una nuova incursione le Brigate Nere; un milite lancia un urlo, ” Eccolo”! E sventola in aria un volantino. Paolo Salvi ha una reazione naturale: “Non c'è mai stato! Ce l'avete messo voi!”
I quattro vengono portati al carcere di Sant'Agostino a Savona nel reparto politico. Il 7 aprile 1944 viene recapitata una lettera proveniente dal campo di concentramento di Fossoli da parte di Paolo Salvi al figlio diciassettenne Giampiero: lo informa che lui e gli altri tre amici sono detenuti in attesa di essere inviati in Germania. Una analoga lettera di Nicolò Podestà è consegnata ai suoi familiari. I familiari a giugno fecero un viaggio a Fossoli per portare conforto e dei generi ai propri familiari. Mentre erano in visita, il 21 giugno venne allestito il convoglio; le famiglie provano a organizzare una fuga corrompendo le guardie, ma i quattro amici rifiutano sapendo che spesso in caso di fuga vengono prese di mira le famiglie. Il figlio di Salvi, Giampiero, ricorda: “i nazifascisti chiusero i portelloni dei carri bestiame piombandoli e tra le pareti di legno potemmo parlare per qualche minuto con i nostri cari. Furono momenti tristi e tragici per non poter far nulla contro tali barbarie da Medioevo. Sentivamo i loro lamenti e le loro grida. Tre sbuffi di vapore il treno si mise in marcia, noi attendemmo che sparisse all'orizzonte e aspettammo di vedere in lontananza l'ultimo sbuffo di fumo”. Nessuno dei quattro amici ha fatto ritorno ad Albenga.
1. Mario Amoretti nato a Genova Cornigliano il 23/4/1902, residente ad Albenga, deportato a Mauthausen muore a Sankt Valentin il 14 aprile 1945;
2. Angelo Pastorino nato a Genova il 6/2/1906 ma residente ad Albenga, deportato a Mauthausen muore il 19 novembre 1944;
3. Nicolò Podestà nato ad Albenga il 3/1/1898 detenuto a Fossoli di Carpi (MO) deportato a Mauthausen muore il 18 gennaio 1945;
4. Paolo Salvi nato a Brescia il 22/11/1891 residente ad Albenga, deportato a Mauthausen muore il 12 gennaio 1945;
5. Emilio Baletti nato a Castelnuovo Don Bosco (AT) il 3/7/1888 vecchio socialista, vice sindaco di Chieri nel 1920/1922, albenganese d'adozione, organizzatore della resistenza ingauna. Viene arrestato il 24 maggio 1944 dai tedeschi su indicazione di un loro agente che, sotto mentite spoglie di antifascista aveva partecipato a una riunione clandestina tenutasi in Albenga nella bottega artigiana del Baletti, dove parteciparono anche Giovanni Sibelli di Alassio e Libero Emidio Viveri di Albenga Portato a Fossoli di Carpi (MO) verrà fucilato unitamente ad altri 69 compagni il 12 luglio 1944.
6. Ezio Dolla nato ad Albenga il 26/6/1923, partigiano in Val Tanaro, rifugiatosi nel paese di Alto (CN) perché ammalato, viene catturato dalle Brigate Nere di Albenga e portato a Fossoli di Carpi (MO) dove verrà fucilato unitamente ad altri 69 compagni il 12 luglio 1944.
7. Giuseppe Ugenio Ansaldi nato ad Albenga il 5/6/1888. Arrestato il 16 agosto 1944 a Leca d'Albenga su delazione, portato a Bastia d'Albenga per accertamenti, viene trasferito all'Istituto Merello nel comune di Bergeggi (Savona). Verrà ancora successivamente trasferito per cinque mesi a Bolzano per poi essere inviato a Flossenburg a metà gennaio 1945 dove morirà il 17 aprile 1945 durante un trasferimento.
8. Luigi Savasini nato a Sannazzaro de' Burgondi (PV) il 19/6/1901 residente ad Albenga, arrestato e trasferito a Bolzano e poi a Mauthausen, muore il 15 marzo 1945;
9. Antonio Michero;
10. Camillo Maggioni;

Non si hanno i dati di Antonio Michero e Camillo Maggioni caduto a Dachau.

## Altri caduti
Tra gli altri caduti molti furono vittime dell'aviazione durante i bombardamenti dell'aviazione anglo-americana:
1. 21.01.1944 - Tobia Bitossi anni 52
2. 26.01.1944 - Pietro Porazzo anni 30
3. 12.04.1944 - Tobia Enrico anni 45
4. 12.04.1944 - Virginia Cecchetti anni 76
5. 12.04.1944 - Giuliana Enrico anni 13
6. 29.04.1944 - Enrico Pogliano anni 37
7. 25.07.1944 - Maurizio Mosca anni 39
8. 25.07.1944 - Giovanna Bianchi anni 19
9. 25.07.1944 - Filomena Bianchi anni 35
10. 25.07.1944 - Vincenzo Cerulli anni 22
11. 25.07.1944 - Maria Bozzano anni 48
12. 25.07.1944 - Laura Petrini anni 36
13. 25.07.1944 - Walter Poli anni
14. 25.07.1944 - Pompilio Gismondi anni 24
15. 25.07.1944 - Fortunata Prefumo anni 51
16. 25.07.1944 - Angelo Arimondo anni 20
17. 25.07.1944 - Teresa Berri anni 51
18. 01.08.1944 - Caterina Abbo anni 37
19. 02.08.1944 - Angelo Montano anni 43
20. 09.08.1944 - Mario Gagliardo anni 40
21. 25.07.1944 - Silvio Carlo Ansenda anni 36